# Glühlampe

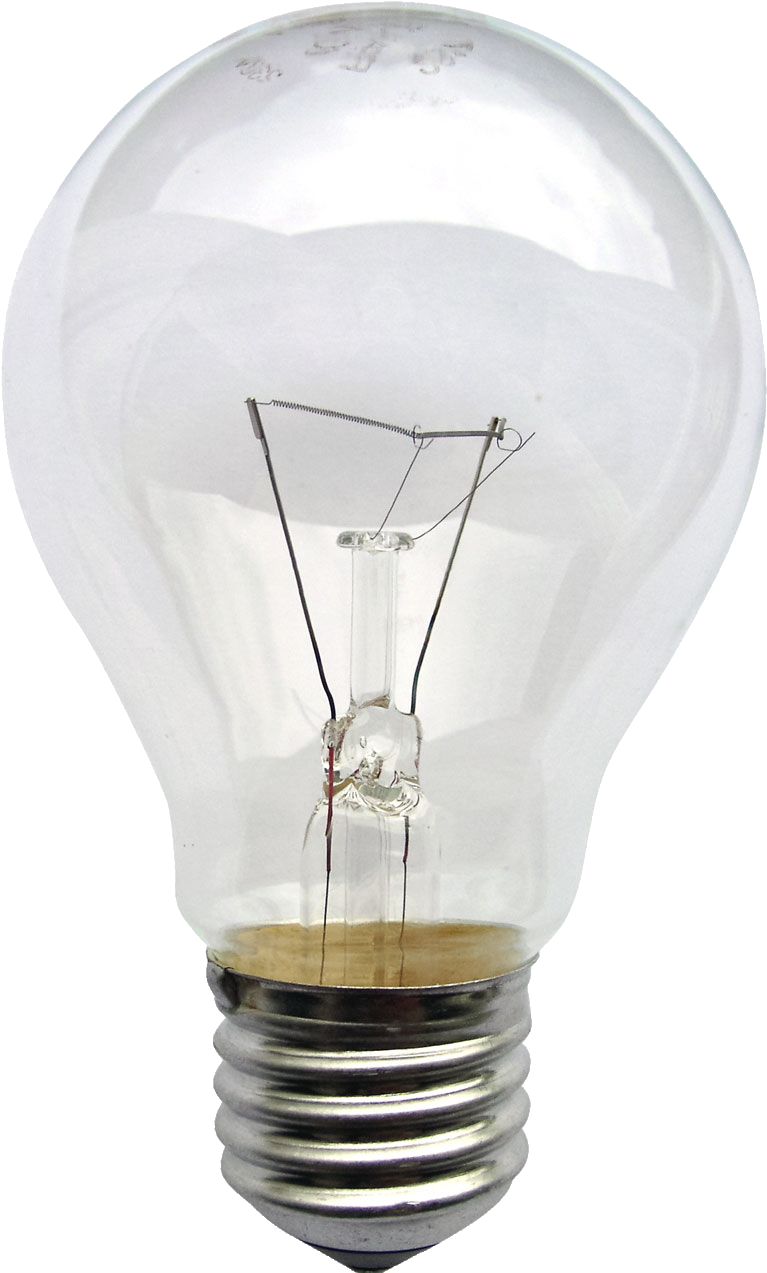
Glühlampe mit E27-Sockel 230 V, 100 W, 1380 lm, Energieeffizienzklasse G

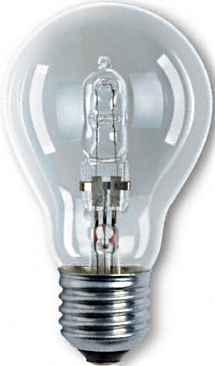
Hochvolt-Halogen-Glühlampe (z. B. ECO SST CL A 77 W 230 V E27 mit Lichtstrom 1320 lm, Lebensdauer 2000 h)

Schaltsymbol Lichtquelle

Eine Glühlampe, auch Glühfadenlampe oder allgemeinsprachlich Glühbirne genannt, ist eine künstliche Lichtquelle. In der Glühlampe wird ein elektrischer Leiter durch elektrischen Strom aufgeheizt und dadurch zum Leuchten angeregt und erzeugt damit das elektrische Glühlicht. Die weit verbreitete Bauform der Glühlampe mit Schraubsockel wird fachsprachlich als Allgebrauchslampe bezeichnet (abgekürzt A-Lampe oder AGL).
Glühlampen wurden oft zur Wohnraumbeleuchtung eingesetzt. Da sie jedoch sehr ineffizient sind (etwa 10–22 lm/W verglichen mit 61–140 lm/W für weiße LEDs), wurde unter anderem in der Europäischen Union, der Schweiz, der Volksrepublik China und Australien die Herstellung und der Vertrieb von Glühlampen mit geringer Energieeffizienz verboten, um so Energie einzusparen.

## Geschichte

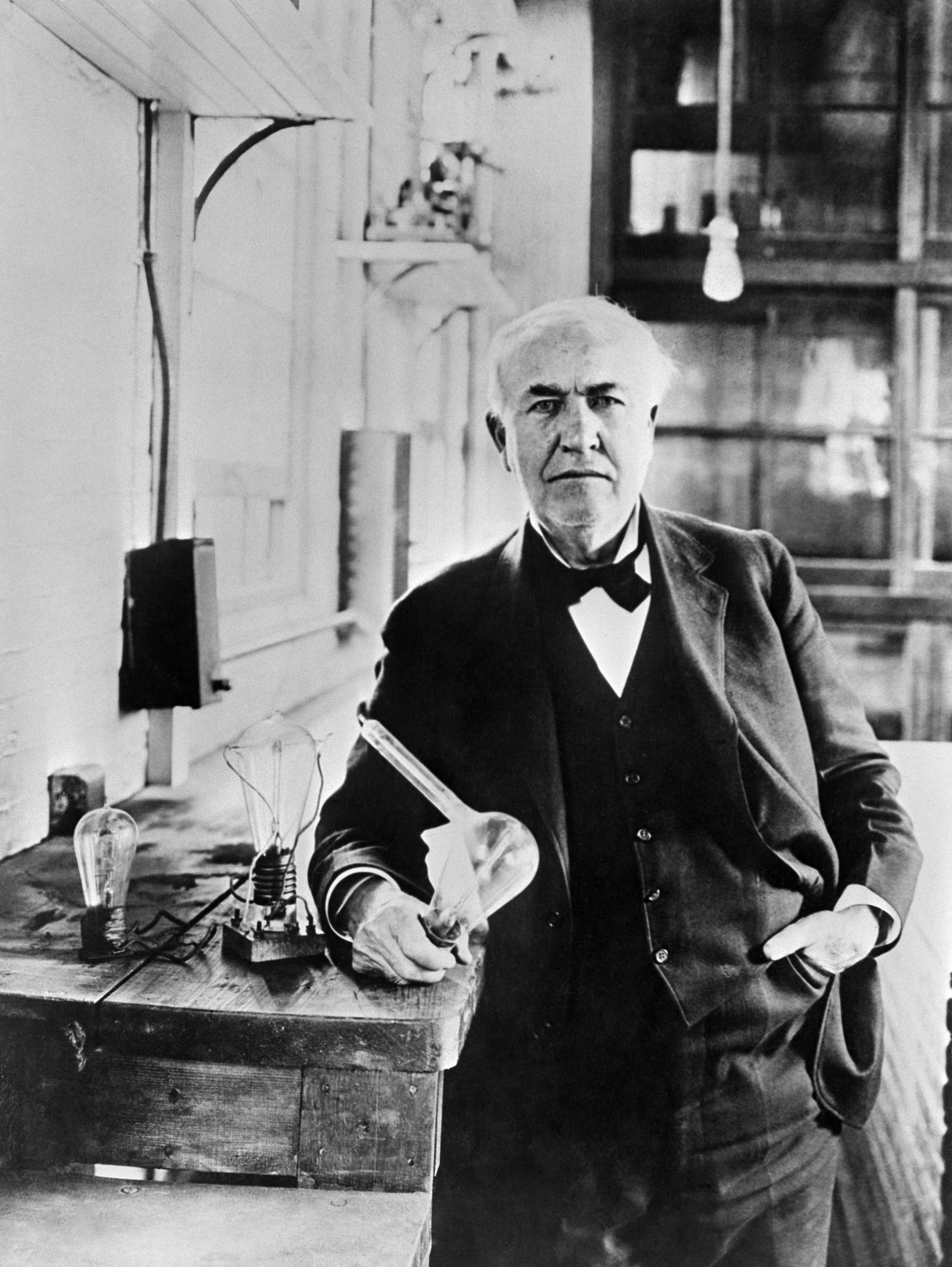
Thomas Alva Edison, mit einer Glühlampe in der Hand

Glühlampe von C. H. F. Müller, wie auf der Weltausstellung Paris 1878 vorgestellt

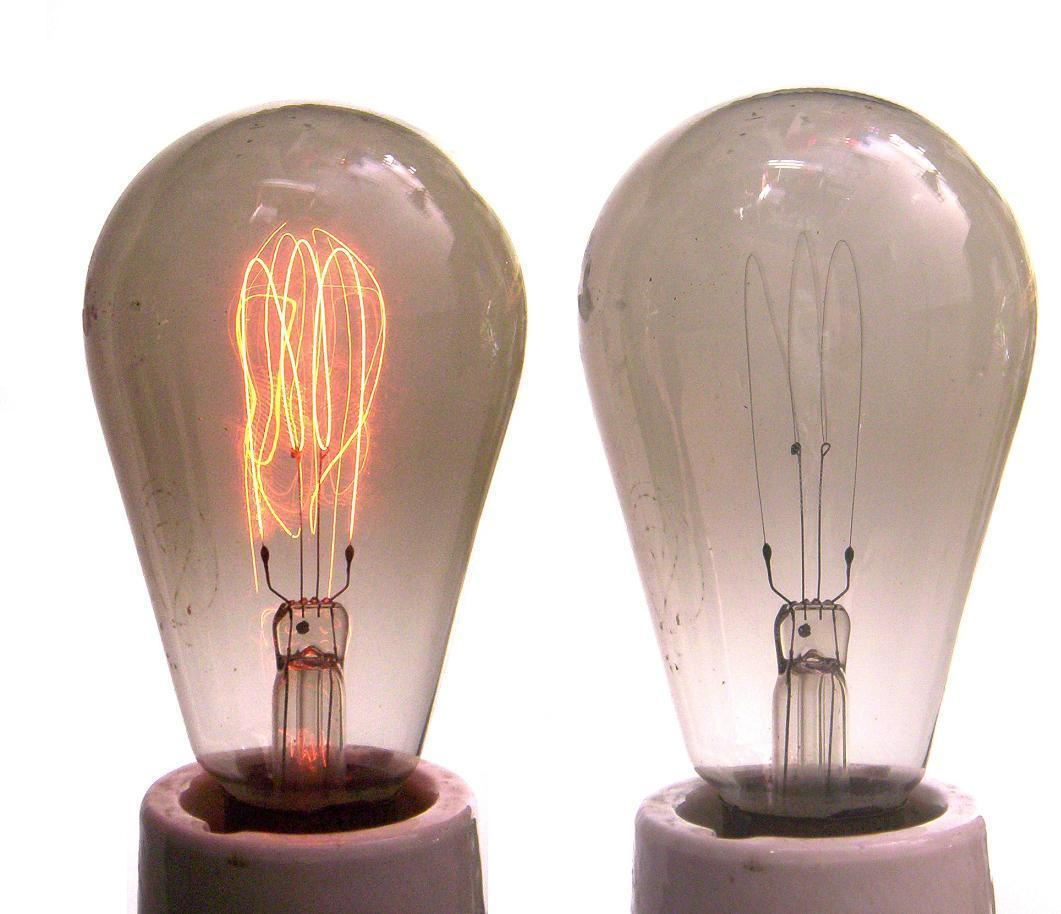
Kohlefadenlampe, E27-Sockel, 220 V, etwa 30 W, links an 100 V

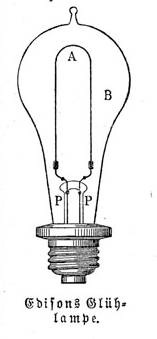
Edisons Glühlampe, Abb. aus Meyers Konversationslexikon 1888

Bereits vor der Erfindung des elektrischen Lichts wurde der Begriff Glühlampe verwendet, und zwar für einen Spiritusapparat zur Erzeugung ätherischer Dämpfe, über dessen Docht eine Spirale aus Platindraht angebracht ist. Das Platin oxidierte nach dem Auslöschen der Flamme den aufsteigenden Brennstoffdampf katalytisch weiter und erzeugte bei dunkler Glut Wärme, die den Prozess in Gang hielt.
Louis Jacques Thénard zeigte 1801, dass man Metalldrähte durch den elektrischen Strom aus galvanischen Elementen zur hellen Glut bringen kann. Es existieren Belege für eine frühe Glühlampe mit Platinfaden unter einer evakuierten (luftleeren) Glasglocke aus der Zeit um 1820. Herkunft und Datierung der als „De-la-Rue-Lampe“ oder auch „De-la-Rive-Lampe“ bezeichneten Lampe sind unklar. Am 25. Juli 1835 führte der Schotte James Bowman Lindsay bei einem öffentlichen Meeting in Dundee ein konstantes elektrisches Licht vor. Er gab an, dass er „ein Buch in einem Abstand von eineinhalb Fuß lesen“ könne. Lindsay vervollständigte die Vorrichtung zu seiner eigenen Zufriedenheit, wandte sich danach jedoch von seiner Erfindung ab und dem Problem drahtloser Telegraphie zu. Frederick de Moleyns erhielt 1841 das erste bekannte Patent auf eine Glühlampe. Er verwendete Kohlepulver zwischen Platindrähten unter einem luftleeren Glaskolben. Der Amerikaner John Wellington Starr erhielt 1845 durch Edward Augustin King in London ebenfalls ein Patent auf eine Glühlampe. In diesem Patent werden Karbonstifte als geeignetes Glühmaterial für helles Licht genannt. Ebenfalls 1845 veröffentlichte der Engländer William Robert Grove die Konstruktion einer von ihm 1840 entwickelten Glühlampe mit Platinglühfaden in Spiralform.
Zahlreiche Patente für Glühlampen wurden ab den 1850er Jahren angemeldet. Die Entwickler scheiterten mit der Herstellung länger haltender Glühlampen zunächst an der Vakuumtechnik. Nach Erfindung und Verbreitung der Vakuumpumpe intensivierten sich in den 1870er Jahren die Konstruktionsanstrengungen in verschiedenen Ländern mit der Folge zahlreicher Patentanmeldungen. Die Brenndauer der Konstruktionen lag jedoch bei unter zehn Stunden. Neben der Haltbarkeit der Lampen wurde das Problem des Energieverbrauchs ein Schwerpunkt der Bemühungen. 1874 erhielt Alexander Nikolajewitsch Lodygin in Russland ein Patent auf eine Glühlampe mit einem Kohlefaden oder einem dünnen Kohlestift in einem mit Stickstoff gefüllten Glaskolben.
Der britische Physiker und Chemiker Joseph Wilson Swan entwickelte 1860 ebenfalls eine Glühlampe, bei der er als Glühfaden verkohltes Papier in einem luftleeren Glaskolben benutzte. Erst 1878 gelang ihm die Herstellung einer praktisch brauchbaren elektrischen Glühlampe. Er erwarb sein Patent in England 1878 somit zwei Jahre früher als Edison sein vergleichbares Patent in den USA. Er stattete seine Glühlampen mit einer speziellen Fassung, der Swanfassung, aus, die sich im Gegensatz zu den Schraubgewinden der Edisonglühlampen bei Erschütterung, zum Beispiel in Fahrzeugen, nicht lösten. Nach anfänglichen Patentrechtsstreitigkeiten einigten sich Edison und Swan und gründeten schließlich 1883 in London eine gemeinsam betriebene Firma.
Thomas Alva Edison, der fälschlicherweise als Erfinder der Glühbirne bezeichnet wird, verbesserte die Glühlampe und erhielt am 27. Januar 1880 das Basispatent Nummer 223898 für seine am 4. November 1879 angemeldete Entwicklung. Das in tradierten Darstellungen verbreitete Erfindungsdatum 21. Oktober 1879 gilt nach Ergebnissen der neueren Quellenforschung indes als Legende. Seine Glühlampe bestand aus einem evakuierten Glaskolben mit einem Kohleglühfaden aus verkohlten Bambusfasern. Zahlreiche Verbesserungen, insbesondere bei der Präzisionsherstellung des Glühfadens, führten zu Glühlampen, mit denen Edison den Wettbewerb gegen die damals üblichen Gaslampen erfolgreich aufnahm. Haltbarkeit, Lichtausbeute und Energiekosten spielten dabei eine Rolle. Edisons Glühlampen waren im Unterschied zu Swans Lampen mit hochohmigen Glühfäden ausgestattet, die zwar schwierig herzustellen waren, den Einsatz in elektrischen Netzen jedoch wesentlich vereinfachten und verbilligten. Bei hoher Spannung für hochohmige Verbraucher konnte elektrische Energie einfacher transportiert werden, und die möglichen geringeren Kabelquerschnitte sparten erhebliche Kupfermengen. Dadurch wurde ein Energieversorgungsnetz für Elektrizität technisch machbar und mit Netzen für Gaslampen wettbewerbsfähig. Insbesondere konnte Edison mit seinen hochohmigen Lampen auch das Problem der Teilbarkeit des Lichts lösen; alle vorherigen Lösungen erforderten für wenige Lampen jeweils eine eigene Stromquelle. Deswegen wird die Erfindung der praktisch nutzbaren Glühlampe gemeinhin Thomas Alva Edison zugeschrieben. Edisons Konstruktion war die erste Glühlampe, die nicht nur in geringer Stückzahl in Werkstätten hergestellt wurde, sondern in einer eigens errichteten Fabrik in Serienfertigung ging.
Die Benutzung von Kohlefadenglühlampen in privaten Haushalten in den 1880er Jahren ging einher mit dem Aufbau von Versorgungsnetzen für elektrische Energie. Diese Produkte markieren mithin in der kulturellen Entwicklung den Beginn der durchdringenden Elektrifizierung. In Deutschland gilt das Café Bauer (Berlin) als erstes mit Glühlampen beleuchtetes Gebäude im Jahr 1884, die von Emil Rathenau nach Edison-Patenten gefertigt wurden.
Um die Verteilung des neu entstehenden Elektromarktes wurde in den 1880er Jahren hart gekämpft, wobei insbesondere zahlreiche Patentprozesse um das Schlüsselprodukt der Elektrifizierung, die Glühlampe mit hochohmigem Kohlefaden, geführt wurden. Heinrich Göbel gab 1893 in Patentprozessen zwischen der Edison Electric Light Co. und anderen amerikanischen Glühlampenherstellern an, bereits ab den frühen 1850er Jahren mit Kohlefadenglühlampen experimentiert zu haben, konnte seine Behauptung der Antizipation der Edison-Erfindung aber vor Gericht nicht beweisen. Er galt dennoch im 20. Jahrhundert in Deutschland als Erfinder der Kohlefadenglühlampe. Die erste deutsche Glühlampe soll 1883 in Stützerbach (Thüringen) hergestellt worden sein. Diesbezügliche Quellen stehen allerdings im Widerspruch zur älteren, oben abgebildeten Glühlampe von C. H. F. Müller.
Die Eignung von Osmium, Tantal oder Wolfram für Glühfäden war wegen des hohen Schmelzpunktes dieser Metalle bekannt. Aber erst technische Entwicklungen in der Pulvermetallurgie wie die Sintertechnik ermöglichten die wirtschaftliche Verarbeitbarkeit. Wolfram, Osmium und Tantal sind seltene und mithin teure Rohstoffe. Bei dem sehr harten und spröden Wolfram waren die zu lösenden Verarbeitungsprobleme am größten. Der österreichische Chemiker und Gründer von Osram, Carl Auer von Welsbach, leistete einen wichtigen Beitrag zu der Erfindung der Glühlampe, indem er ein Verfahren zur Herstellung von Drähten aus Osmium (Patent 1890) und Wolfram entwickelte, die damals als Metalle mit den höchsten Schmelzpunkten galten.
1897 erfand der Physikochemiker Walther Nernst in Göttingen die nach ihm benannte Nernstlampe, die von der AEG und von Westinghouse (Nernst Lamp Company) produziert wurde. Bei dieser Glühlampe dient ein dünnes Stäbchen (Nernststift) aus einem Festkörper-Elektrolyt (überwiegend Zirconiumoxid mit Zusätzen) statt eines Kohle- oder Metallfadens als Glühkörper. Der Nernststift benötigt kein Schutzgas, sondern kann in normaler Umgebungsluft betrieben werden.
Im Jahre 1903 erfand Willis R. Whitney einen Glühfaden, der die Innenseite einer Glühlampe nicht schwärzte. Es war ein metallummantelter Kohlefaden. Bereits ein Jahr zuvor (1902) erkannte der deutsche Chemiker Werner von Bolton mit dem Schweizer Physiker Otto Feuerlein das chemische Element Tantal (Ta) als geeignetes Material zur Herstellung von metallischen Glühfäden. 1905 wurden die ersten Glühlampen mit Tantalfäden ausgeliefert und ersetzten allmählich die bisherigen Kohlefadenlampen. Die Tantallampe war zwar eine kurze Episode in der Geschichte der Glühlampe im Vorfeld der Entwicklungen zur heute verwendeten Wolframlampe, aber bis zum Beginn des Ersten Weltkriegs wurden weltweit über 50 Millionen Tantallampen nach Bolton und Feuerleins Verfahren hergestellt und verkauft.
Im Jahre 1906 wurden von der General Electric Company Patente für Wolframglühfäden als Basis für eigene Forschungs- und Weiterentwicklungsarbeiten gekauft. Diverse Quellen nennen Alexander Nikolajewitsch Lodygin als Patentinhaber, der schon in den 1890er Jahren mit Wolfram experimentiert hatte und auf der Weltausstellung 1900 eine solche Lampe vorführte. In jener Zeit experimentierten viele Entwickler, an der Entwicklung einer praktisch einsetzbaren Wolframglühfadenlampe. Glühfäden aus mittels Sintern gewonnenem Metall waren extrem spröde, die Verarbeitung zu Spiralen oder Schlaufen war für eine Massenproduktion unmöglich. Am 13. September 1904 erhielten Franjo Hanaman und Alexander Just ein Patent auf eine Glühlampe mit einem von Wolfram ummantelten Kohlefaden, die nach dieser Methode hergestellten Glühlampen erhielten den Markennamen Tungsram (ein Kofferwort aus TUNGSten und WolfRAM).
Im Jahr 1910 erfand der für General Electric arbeitende William David Coolidge eine Methode zur Herstellung mechanisch stabiler Wolframglühfäden. General Electric begann 1911 mit der kommerziellen Herstellung der heute noch üblichen Glühlampen mit Wolframglühfaden. Dieser Lampentyp verbesserte das Verhältnis von Lichtausbeute zu Energieverbrauch erheblich. General Electric gewann die nach Auslauf der Edison-Patente verlorene Dominanz auf dem Glühlampensektor zurück.
Im Jahre 1911 entdeckte Irving Langmuir, dass durch die Verwendung eines Argon-Stickstoff-Gemisches in einer Glühlampe die Lebensdauer des Wolfram-Glühfadens verlängert wird. Seit 1936 wird Krypton als Füllgas benutzt, seit 1958 erstmals auch Xenon für Hochleistungslampen. 1931 beantragte die Chemikerin Mary B. Andrews in den USA ein Patent für eine elektrische Glühlampe, welches mit der Nummer 2019331 im Jahr 1935 erteilt wurde. Eine frühere Patenterteilung an eine Frau in der Glühlampentechnologie ist zurzeit nicht bekannt.
Der Berliner Erfinder Dieter Binninger entwickelte für seine Berlin-Uhr eine langlebige (150.000 h) „Ewigkeitsglühbirne“, die besonders für Anwendungen gedacht war, bei denen ständig hohe Auswechselkosten entstehen, wie etwa bei Verkehrsampeln oder seiner Mengenlehreuhr. Seine zwischen 1980 und 1982 eingereichten Patente zur „Verlängerung der Lebensdauer von Allgebrauchsglühlampen“ beruhen jedoch im Wesentlichen auf einer veränderten Wendelgeometrie und dem Betrieb mit Unterspannung mittels einer vorgeschalteten Diode.

## Funktionsprinzip

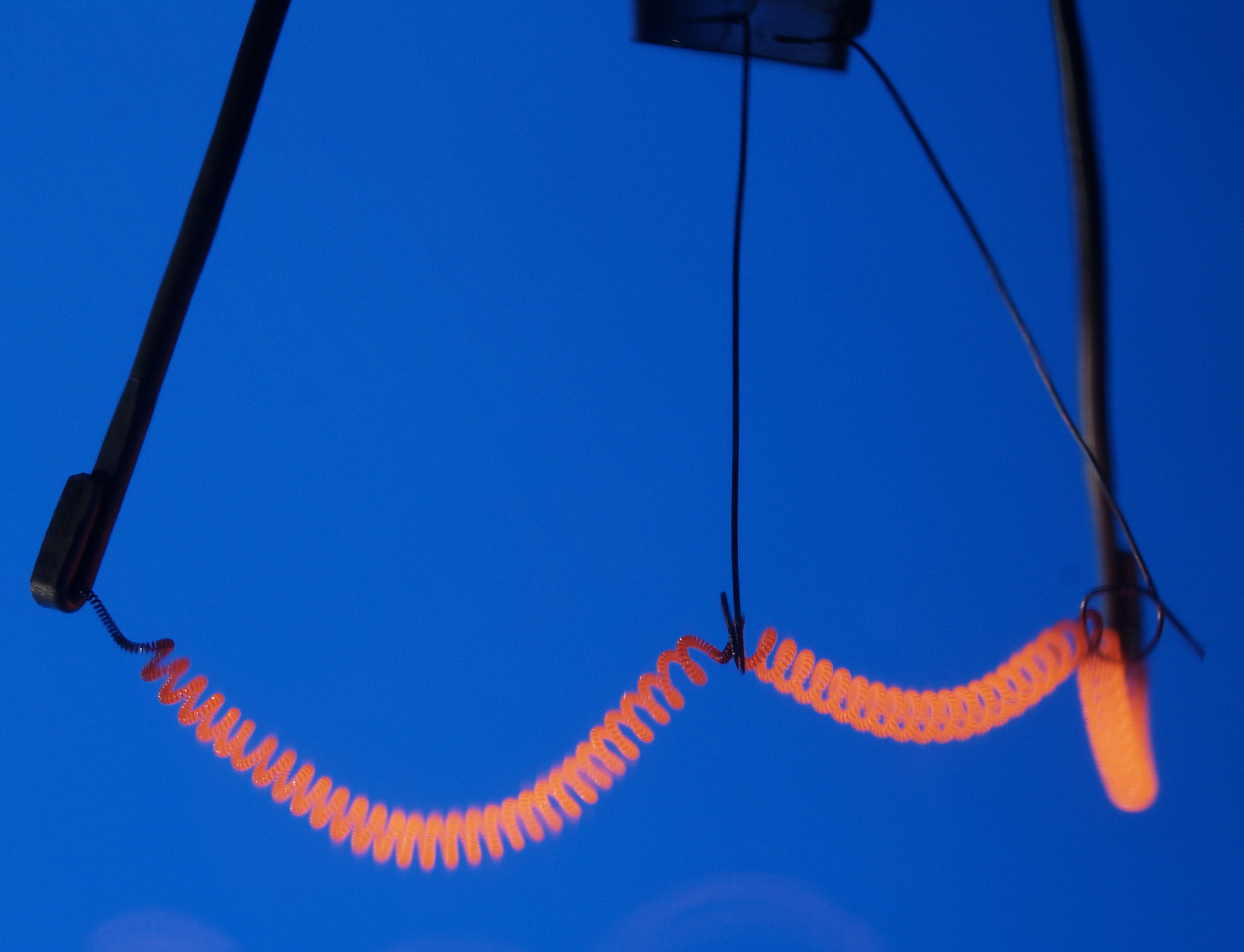
Doppelwendel einer 200-Watt-Glühlampe mit Stromzuführung und zwei stromlosen Haltedrähten (Mitte). Die Schwerkraft lässt Bogen nach unten entstehen

In einer Glühlampe lässt man einen elektrischen Strom durch einen dünnen, aus einem leitenden Material (Leiter) (meist ein Metall) bestehenden Faden fließen. Dank geeignet gewähltem Material, z. B. Wolfram, schmilzt dieses nicht. Der Metallfaden hat die Form einer Glühwendel (Glühfaden). Fließt ein ausreichend starker elektrischer Strom durch den Faden, wird dieser so stark erhitzt (joulesche Wärme), dass er glüht. Die Temperatur der Glühwendel beträgt je nach Bauform ca. 1500–3000 °C, sodass sie gemäß dem Planckschen Strahlungsgesetz elektromagnetische Strahlung emittiert, die vor allem im Bereich der Infrarotstrahlung und des sichtbaren Lichts liegt. Das Aussenden von Photonen (Lichtteilchen) wird dabei durch Relaxation der thermisch angeregten Elektronen im Glühfaden hervorgerufen.
Die aufgenommene elektrische Leistung wird jedoch nur zu einem sehr geringen Teil in Form von sichtbarem Licht abgestrahlt, da bei gewöhnlichen Glühlampen nur ca. 2,2 % der elektrischen Energie in Licht gewandelt wird. Der bei weitem größte Teil der Energie wird hingegen im infraroten Bereich als Wärmestrahlung abgestrahlt. Ein Rest wird mittels Wärmeleitung und -konvektion an das Füllgas und den Glaskolben sowie an die Zuleitungs- und Haltedrähte der Glühwendel abgegeben.

## Aufbau

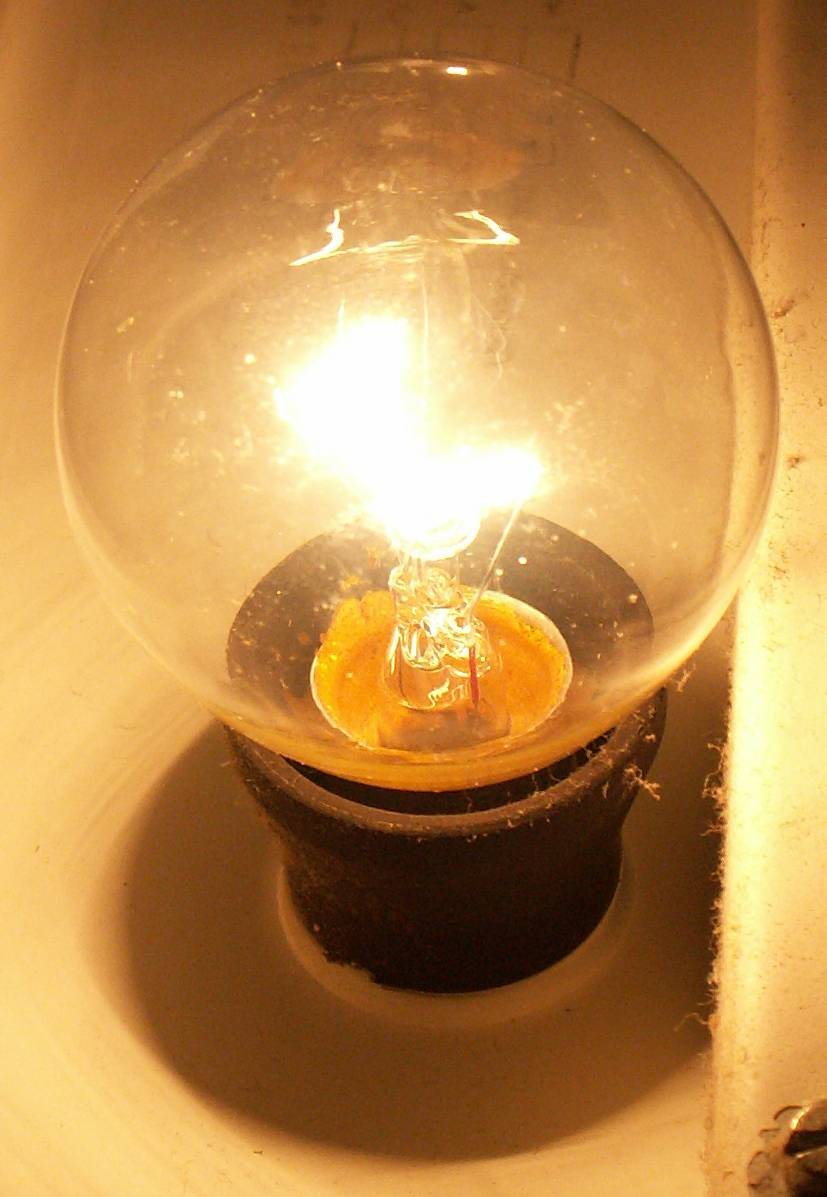
Glühlampe für 230 V mit 40 W Leistungsaufnahme, klarem Glaskolben und einem Edisonsockel E14

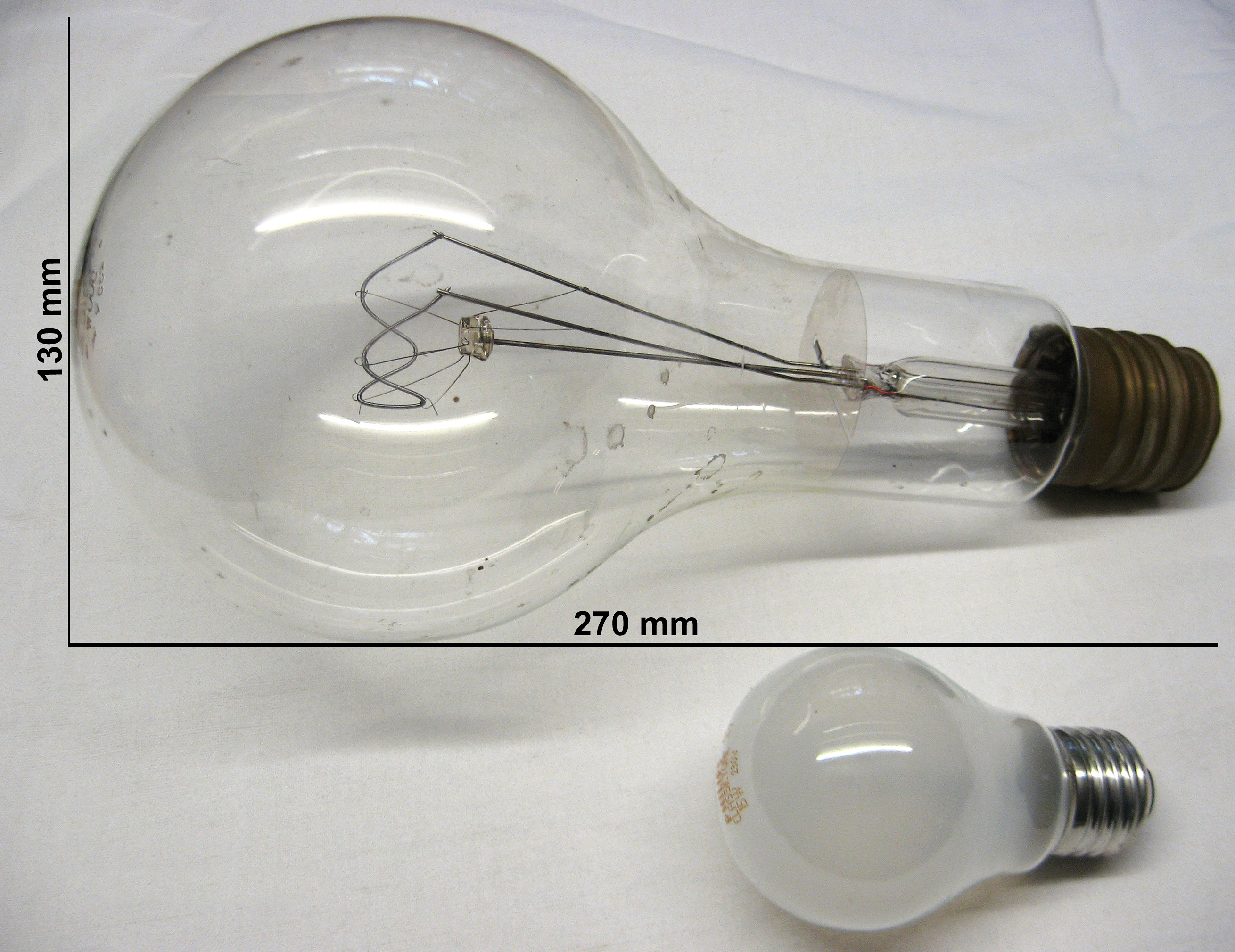
Oben: Glühlampe 235 V / 500 W mit E40-Sockel, zu sehen ist die dem Wärmeschutz des Sockels dienende Glimmerscheibe.
Unten: Allgebrauchs-Glühlampe mit E27-Sockel zum Vergleich

Die Glühlampe besteht aus einem Sockel einschließlich der elektrischen Stromzuführungen im Quetschfuß und einem Glaskolben, der den Glühfaden und dessen Halterung vor der Außenumgebung abschirmt. Die unterschiedlichen Bauformen und Leistungsformen werden meist durch das Lampenbezeichnungssystem ILCOS charakterisiert und sind dort näher beschrieben.

### Sockel
Der Sockel einer Glühlampe dient dazu, sie in einer Lampenfassung zu fixieren und elektrisch zu kontaktieren. Die Ausführung der Fassung beschränkt die zulässige Leistung und Stromaufnahme der darin betreibbaren Glühlampe. Leuchtenfassungen für E27-Allgebrauchslampen sind oft auf 60 W begrenzt.
Sockellose Lampen besitzen nur Anschlussdrähte oder einen Quetschfuß ohne Stutzen zum Einstecken. Stecksockellampen tragen lediglich verstärkte Stifte am Quetschfuß. Traditionelle Glühlampen besitzen aus Blech gefertigte Edisonsockel, in die der Lampenkolben eingekittet ist. Bei Projektionslampen (außer Halogen), Signallampen und solchen für Fahrzeugscheinwerfer ist der Sockel gegenüber dem Glühdraht exakt justiert. Die exakte Lage des Glühdrahtes erfordert die Verwendung von Bajonettsockeln.
Im Sockel von Allgebrauchslampen höherer Leistung (ab 40 oder 60 W) befindet sich eine Schmelzsicherung oder ein dafür geeignetes dünnes Drahtstück, um zu vermeiden, dass der beim Durchbrennen möglicherweise im Inneren der Lampe zündende Lichtbogen zum Auslösen der vorgeordneten Sicherung oder zum Bersten des Glaskolbens führt.

### Glaskolben
In normaler Umgebungsluft würde der Glühfaden aufgrund des Sauerstoffs und der hohen Betriebstemperaturen sofort zu Wolframoxid verbrennen, deshalb wird er durch den Glaskolben von der Umgebungsluft abgeschirmt. Da während des Betriebs ständig Metall vom Glühfaden abdampft, richtet sich die Größe des Kolbens im Wesentlichen nach der Sublimationsrate des Drahtmaterials. Konventionelle Glühlampen bzw. Glühlampen mit hoher Leistung benötigen einen großen Glaskolben, damit sich der Niederschlag auf einer größeren Fläche verteilen kann und die Transparenz des Glaskolbens während der Lebensdauer der Lampe nicht allzu sehr eingeschränkt wird. Der Glaskolben kann innen partiell verspiegelt, mattiert (innen aufgeraut) oder aus opakem Glas (Milchglas) gefertigt sein. Farbige Glühlampen werden selten durch gefärbtes Glas, öfter durch lackierte Kolben realisiert.
Glühlampen-Glaskolben besitzen fertigungsbedingt einen Pumpstutzen (Abpumpen der Luft und Befüllen mit Schutzgas), der abgeschmolzen ist. Bei älteren Glühlampen und bei Halogen-Glühlampen sitzt er an der Spitze des Kolbens, unter anderem bei Allgebrauchslampen geschützt im Sockel.
An die Glasart werden nur bei kompakteren Bauformen besondere Anforderungen gestellt; sie ist teilweise aus hitzebeständigem Glas oder – bei Halogenglühlampen – aus Quarzglas.

### Schutzgas

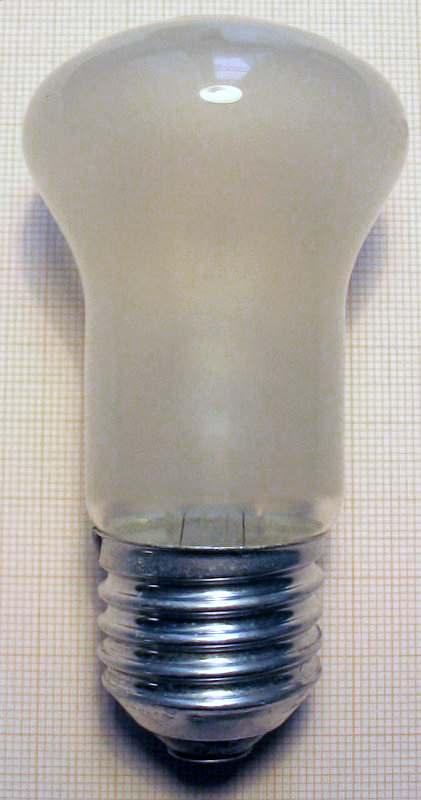
Kryptonlampe, E27-Schraubsockel, 60 W, innen matt

Früher wurde der Glaskolben evakuiert. Heute sind die Glühlampen mit einem Schutzgas gefüllt. Das vereinfacht die Herstellung und reduziert die Sublimationsrate. Die bei einer Gasfüllung auftretenden Wärmeverluste durch Wärmeleitung und Konvektion begrenzt man durch die Wahl von möglichst schweren Inertgasmolekülen oder -atomen. Stickstoff-Argon-Gemische sind ein Zugeständnis an die Herstellungskosten. Teure Glühlampen enthalten Krypton oder Xenon, was eine stärkere Erwärmung ermöglicht.

### Glühfaden

#### Geschichte
Die ersten patentierten Glühlampen in den 1840er Jahren hatten Glühfäden aus Platin. Aus diesen Entwicklungen wurde allerdings kein Produkt. Erst bei Temperaturen knapp unter dem Schmelzpunkt von Platin von 1772 °C wurde eine akzeptable Lichtausbeute erzielt. Die exakte Temperatursteuerung für haltbare Glühfäden erwies sich als zu schwierig. Thomas Alva Edison gab diesen Technikansatz auf.
Die ersten kommerziell hergestellten Glühlampen enthielten einen Faden aus Kohle mit einem Sublimationspunkt von 3550 °C. Die Verkohlung von natürlichen dünnen Fasern schnellwachsender tropischer Pflanzen wie Bambus war geeignet. Der Herstellungsprozess ist wesentlich komplexer als die Herstellung dünner Fäden aus Platin. Ferner erfordert der Betrieb von Kohlefäden ein stärkeres Vakuum im Glaskolben. Kohlenfadenlampen sind heute noch erhältlich. Das leicht rötliche Licht und das sanfte Ansteigen der Helligkeit beim Einschalten werden oft als angenehm empfunden.
Vor allem um die Helligkeit zu erhöhen, wurde weiterhin an Metallglühfäden geforscht. Gemäß dem schon damals bekannten Wienschen Strahlungsgesetz ist dazu eine höhere Temperatur des Glühfadens erforderlich, als mit einem Kohlefaden erreichbar ist. Ein wichtiger Zwischenschritt waren Glühfäden aus Osmium. Durch den hohen Schmelzpunkt war eine große Helligkeit bei relativ niedriger Wärmeentwicklung möglich. Nachteilig ist, dass Osmium so spröde ist, dass es sich überhaupt nicht zu Drähten formen lässt, sondern mit einem Bindemittel zu einer metallpulverhaltigen Paste verarbeitet und dann zu Fäden gespritzt werden muss. Die so erhaltenen Glühfäden sind noch empfindlicher gegen Erschütterung als Kohlefäden. Außerdem sind sie relativ dick und leiten sehr gut, bedingen also bei kleinen Leistungen sehr geringe Spannungen, wie sie in den damals üblichen Gleichstromnetzen nur schwer bereitzustellen waren. Wegen dieser Nachteile wurden die Osmiumglühfäden sehr schnell von solchen aus Tantal verdrängt. Ab dem Jahr 1903 war es möglich, das ebenfalls hochschmelzende Tantal sehr rein und damit zu feinen Drähten verformbar herzustellen. Die Tantalglühfäden lösten in der darauffolgenden Zeit die Kohlefäden in den meisten Anwendungen ab. Ab 1910 wurden Glühfäden aus Wolfram üblich, nachdem man Methoden gefunden hatte, um dieses noch höher als Osmium schmelzende Metall zu dünnen Metalldrähten zu formen.

#### Gegenwart
Neben der möglichen Erhöhung der Temperatur und damit der Lichtausbeute bezogen zur Leistung besitzen die Metallfäden auch noch einen weiteren Vorteil: Sie können zu kleinen Wendeln geformt werden, wodurch sich die Leistungsdichte erhöht – die Glühlampe wird bei gleicher Lichtabgabe kleiner. Neben dem verringerten Platzbedarf lässt sich das Licht dadurch auch besser bündeln. Zudem kann bei gleicher elektrischer Leistung nochmals eine höhere Temperatur erreicht werden, weil die Wärmequelle eine geringere Ausdehnung hat und somit nicht so viel Wärme an die Umgebung verliert. Bei Lampen großer Leistung ist der Draht oft doppelt gewendelt, um durch eine kleine Langmuir-Schicht diese Wärmekonvektion zu begrenzen und/oder bei hohen Betriebsspannungen viel Draht auf kleinem Volumen unterzubringen.
Wendeln und Doppelwendeln werden hergestellt, indem Wolframdraht auf Molybdändraht größeren Durchmessers gewickelt wird, dieser – bei Doppelwendeln – wiederum auf einen weiteren dickeren Draht. Die Hilfsdrähte werden weggeätzt.
Lange Wendeln müssen durch Stützdrähte gehalten werden. An Fahrzeuglampen werden besondere Anforderungen hinsichtlich Erschütterungsempfindlichkeit gestellt.

## Elektrische Eigenschaften

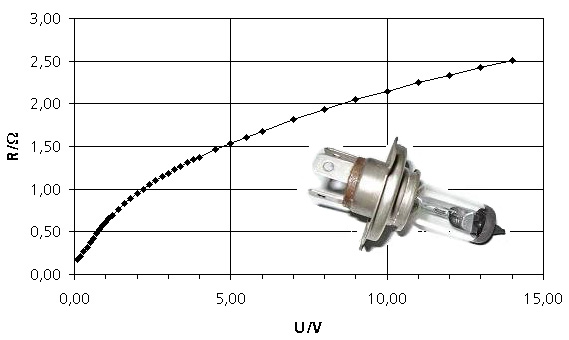
Abhängigkeit des elektrischen Widerstandes einer Glühlampe von der angelegten Spannung

Darstellung des (max.) Wirkungsgrades einer Glühlampe in einem Sankey-Diagramm

Aufgrund des positiven Temperaturkoeffizienten (Kaltleiter) fließt beim Einschalten einer Metalldraht-Glühlampe ein sehr hoher Einschaltstrom (das Fünf- bis Fünfzehnfache des Nennstromes), der die Glühwendel schnell auf die Betriebstemperatur aufheizt. Mit der Zunahme des elektrischen Widerstands bei steigender Temperatur sinkt der Strom auf den Nennwert. Die früher gebräuchlichen Kohlenfadenlampen zeigten dagegen eine sanfte Zunahme des Stromes beim Einschalten, da erst mit steigender Temperatur genügend Ladungsträger für den Stromtransport freigesetzt werden (Kohle ist ein Heißleiter).
Der hohe Einschaltstrom ist die Ursache für Ausfälle von Glühlampen unmittelbar beim Einschalten (siehe unten). Dabei kann (bei höheren Betriebsspannungen) ein Lichtbogen zünden, was zum Auslösen der Sicherung und/oder zum Bersten des Glaskolbens führen kann. Glühlampen für Netzspannung sind daher im Sockel mit einer Schmelzsicherung in Form eines dünnen Anschlussdrahtes versehen.
Der hohe Einschaltstrom von Metalldrahtglühlampen belastet das Energieversorgungssystem des Leuchtmittels.

## Physische Eigenschaften

Standardisierte Bauformen für Glühlampen mit Schraubsockel.

Die Bauformen von Glühlampen sind standardisiert. Als Bezeichnung werden in der Regel ein bis drei Buchstaben für die Bauform genutzt, gefolgt von zwei Ziffern für den Durchmesser. So entspricht die „klassische Glühlampe“ in Form einer „Birne“ mit 60 Millimeter Durchmesser der Bauform A60. Bei Spots wird der Durchmesser in Achtel Zoll angegeben. Die Bauform MR16 entspricht daher einem Multi-facettierten Reflektor mit 16/8 Zoll Durchmesser.
Wichtige Standards für die Bauform einer Glühlampe sind ANSI C79.1-2002, JIS C 7710:1988 und IS 14897:2000.

## Optische Eigenschaften

### Lichtausbeute
Fast die gesamte der Lampe zugeführte Energie wird in Strahlung umgesetzt, die Verluste durch Wärmeleitung und -konvektion sind gering. Aber nur ein kleiner Wellenlängenbereich der Strahlung ist für das menschliche Auge sichtbar, der Hauptanteil liegt im unsichtbaren Infrarotbereich und kann für Beleuchtungszwecke nicht genutzt werden.

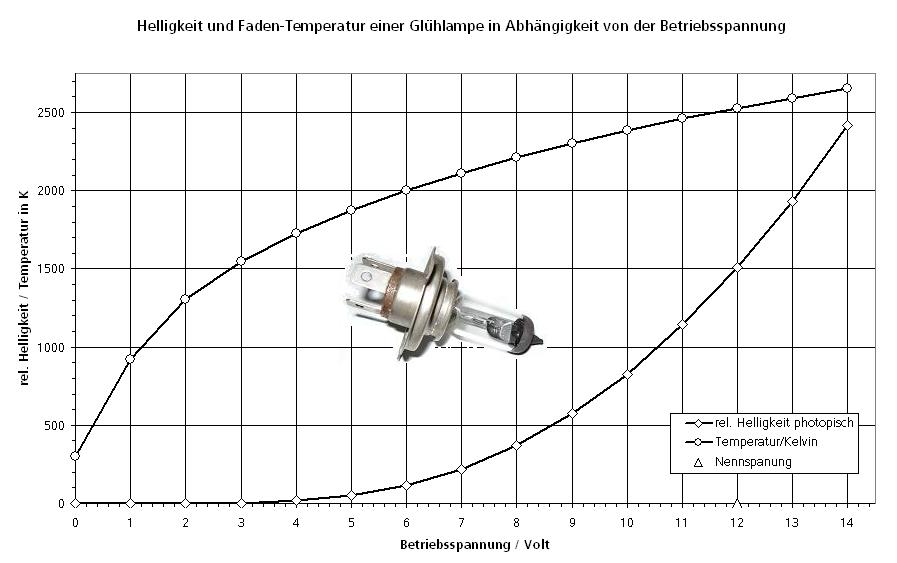
Verlauf der Glühdrahttemperatur (obere Kurve) und der relativen Helligkeit (untere Kurve) einer Glühlampe 12 V/60 W in Abhängigkeit von der Betriebsspannung

Die Wellenlängenverteilung des erzeugten Lichtes entspricht dem planckschen Strahlungsgesetz, sein Spektrum ist wie bei der Sonne kontinuierlich. Da aber die Temperatur des Glühfadens wesentlich geringer ist, überwiegt der Rotanteil bei weitem, Blau ist nur sehr schwach vertreten. Das Strahlungsmaximum der Strahlung verschiebt sich mit steigender Temperatur gemäß dem Wienschen Verschiebungsgesetz zu kleineren Wellenlängen und damit zu sichtbarem Licht hin, bleibt aber immer im IR-Bereich. Zugleich erhöht sich die spektrale Strahlungsflussdichte und damit das Strahlungsmaximum mit der vierten Potenz der Temperatur. Die Helligkeit einer Glühlampe hängt daher stark überproportional von der Temperatur des Glühfadens ab, wobei die Höhe der Betriebsspannung ausschlaggebend ist.
Um eine möglichst hohe Lichtausbeute zu erhalten, muss also das Strahlungsmaximum durch Temperaturerhöhung aus dem Bereich der langwelligen Infrarotstrahlung (Wärmestrahlung) möglichst weit in den Bereich des sichtbaren Lichtes verschoben werden, ohne der Schmelztemperatur von Wolfram zu nahe zu kommen. Denn bereits vorher sublimiert Wolfram, wodurch die Nutzungsdauer der Glühlampe vermindert wird:
- Die abgelösten Atome kondensieren an der kühleren Glasinnenwand, schwärzen sie und verringern die Lichtausbeute. Dieses Problem wird in der Halogenlampe weitgehend beseitigt.
- Der Glühfaden wird immer dünner und heißer und beschleunigt seine eigene Zerstörung.

Teilweise wird versucht, den infraroten Strahlungsanteil mittels einer Beschichtung des Glaskolbens (Dichroitischer Spiegel) teilweise zurück auf den Glühfaden zu reflektieren, wodurch die Stromaufnahme bei gleicher Fadentemperatur sinkt (sogenannte IRC-Beschichtung, siehe unten bei Halogenglühlampe).
Die Lichtausbeute beträgt bei einer Glühfadentemperatur von etwa 2700 K etwa 12 lm/W. Erhöht man die Temperatur auf 3400 K, so steigt die Lichtausbeute auf etwa 34 lm/W. Die höhere Temperatur führt jedoch zu einer stark verkürzten Lebensdauer. Die Lichtausbeute typischer Allgebrauchsglühlampen wird mit 10–20 lm/W angegeben.
| Leistung | Lichtstrom (bei 230 V) | Licht- ausbeute | Sockel |
| -------- | ---------------------- | --------------- | ------ |
| 25 W     | 230 lm                 | 9,2 lm/W        | E27    |
| 40 W     | 430 lm                 | 10,8 lm/W       | E27    |
| 60 W     | 730 lm                 | 12,2 lm/W       | E27    |
| 100 W    | 1380 lm                | 13,8 lm/W       | E27    |
| 150 W    | 2220 lm                | 14,8 lm/W       | E27    |
| 200 W    | 3150 lm                | 15,8 lm/W       | E27    |
| 300 W    | 5000 lm                | 16,7 lm/W       | E40    |
| 500 W    | 8400 lm                | 16,8 lm/W       | E40    |
| 1000 W   | 18 800 lm              | 18,8 lm/W       | E40    |

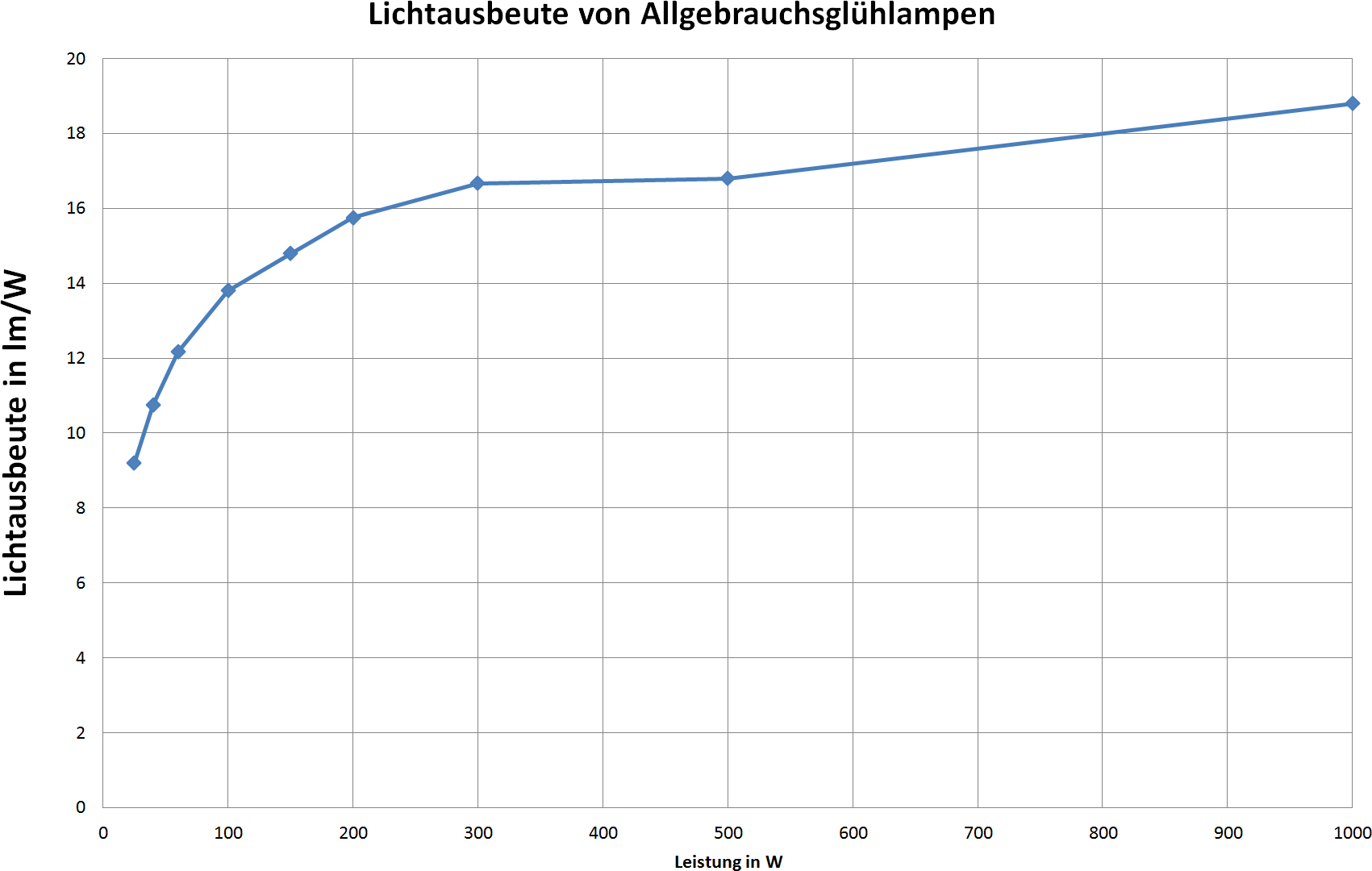
Lichtausbeute von Allgebrauchsglühlampen bei 230 V. Die Markierungspunkte auf der Kurve kennzeichnen die Leistungswerte typischer Standardglühlampen: 25 W, 40 W, 60 W, 100 W, 150 W, 200 W, 300 W, 500 W und 1000 W.

Die Höchsttemperatur wird durch die Eigenschaften des Glühfadenmaterials begrenzt. Um möglichst hohe Temperaturen zu ermöglichen, verwendet man heute für Glühfäden das hochschmelzende Metall Wolfram (Schmelztemperatur 3422 °C), früher auch Osmium oder Kohle. Allerdings lässt sich mit keinem dieser Stoffe die für tageslichtähnliches Licht wünschenswerte Farbtemperatur von etwa 6200 K erreichen, da Wolfram bei dieser Temperatur sogar bereits gasförmig (Siedetemperatur 5660 °C) ist. Selbst wenn es gelänge, betrüge die Lichtausbeute aufgrund des breiten emittierten Wellenlängenbandes maximal 95 lm/W (bei ca. 6600 K).

### Lichtspektrum und Farbtemperatur

Das Spektrum einer Halogenlampe zeigt die Ursache des rotstichigen Lichts.

Glühlampen geben mit Farbtemperaturen von etwa 2300–2900 K ein Licht ab, das deutlich gelb-rötlicher als das natürliche Tageslicht ist. Je nach Sonnenschein liegt Tageslicht bei 5000–7000 K. Andere Lichtquellen mit dieser typischen Farbtemperatur von Glühlampen (Energiesparlampen, Leuchtstofflampen und LED-Lampen) werden als „Warmton“ angeboten. Leuchtstofflampen erzeugen aber im Gegensatz zu Glühlampen kein kontinuierliches Lichtspektrum, weshalb der Farbwiedergabeindex häufig schlechter ist.
Die Glühfadentemperatur entspricht nicht der Farbtemperatur des abgestrahlten Lichts, da Wolfram kein idealer Schwarzer Körper ist; Die Farbtemperatur ist um etwa 60 bis 80 K höher als die Glühfadentemperatur (im Temperaturbereich üblicher Glühlampen). Der Grund ist der wellenlängenabhängige Emissionsgrad des metallischen Wolframs, welcher mit geringerer Wellenlänge etwas ansteigt.
Um beispielsweise für Projektions- und Bühnenbeleuchtungszwecke sowie für Fotoarbeiten eine höhere Farbtemperatur zu erreichen, werden entsprechende Glühlampen mit sehr hohen Glühfadentemperaturen betrieben, die Farbtemperaturen von 3400 K erlauben. Die Lebensdauer sinkt dementsprechend auf teilweise wenige Stunden ab. Oft werden zusätzlich auch Wärmeschutzfilter eingesetzt, die die Farbtemperatur weiter erhöhen. Vergleiche auch Kaltlichtspiegellampe.
Auf der anderen Seite werden Glühlampen oft mit Unterspannung betrieben (gedimmt), um stimmungsvolles Licht zu erzeugen, ähnlich demjenigen von Kerzen (ca. 1600 K) oder Feuer.

### Leuchtdichte
Die Leuchtdichte des Glühdrahtes einer Glühlampe beträgt 5–36 Mcd/m². Auch wenn dieser Wert von anderen künstlichen Lichtquellen (zum Beispiel Hochdruck-Gasentladungslampen, Kohlebogenlampen, LEDs) noch übertroffen wird, eignen sich Glühlampen daher gut für Anwendungen, bei denen das Licht gebündelt werden muss, etwa für Projektoren und Scheinwerfer.
Die wirksame Leuchtdichte lässt sich durch die Gestaltung des Glühfadens (Doppelwendel, Flachwendel) weiter erhöhen. Generell besitzen dicke Glühdrähte (für niedrige Betriebsspannungen) höhere wirksame Leuchtdichten als dünne Glühdrähte.

### Lichtmodulation
Aufgrund der thermischen Trägheit des Glühfadens weisen auch an netz- bzw. niederfrequenter Wechselspannung betriebene Glühlampen nur geringe Schwankungen der Helligkeit auf. Die Helligkeitsmodulation mit der doppelten Betriebsfrequenz ist umso stärker, je dünner der Glühfaden ist. Sie ist also besonders bei Lampen geringer Leistung für Netzspannung ausgeprägt und beträgt bei einer Glühlampe 15 W und 230 V etwa 30 %.
Insbesondere Kleinspannungsglühlampen gelten aufgrund ihrer dicken, thermisch trägen Glühdrähte als flimmerfrei – ein Vorteil bei der Beleuchtung von rotierenden Maschinen. Glühlampen mit sehr dünnem Glühfaden für Betriebsströme von weniger als 0,1 A können mit Frequenzen bis zu einigen 100 Hz moduliert werden und wurden früher in Bastelprojekten zur optischen Sprachübertragung verwendet.

## Nutzung

### Einsatzmöglichkeiten
Ein Vorteil der Glühlampe ist, dass sie stufenlos gedimmt werden kann. Viele Energiesparlampen (insbesondere Kompaktleuchtstofflampen, teilweise LED-Lampen) sind nicht dimmbar; einige sind stufenweise dimmbar; stufenlos dimmbare Energiesparlampen sind jedoch deutlich teurer. Nachteilig ist der starke Rückgang der Lichtausbeute beim Dimmen einer Glühlampe.
Ein weiterer Vorteil ist die sofortige volle Helligkeit, sowohl bei niedrigen als auch bei hohen Temperaturen. Demgegenüber ist die Helligkeit der meisten Energiesparlampen temperaturabhängig, die volle Helligkeit stellt sich bei Kompaktleuchtstofflampen erst verzögert ein. Insbesondere LED-Lampen vertragen keine hohen Umgebungstemperaturen.
Glühlampen funktionieren mit jeder Frequenz (bis > 100 MHz) und auch mit Gleichstrom (Notstromanlagen, Automobile).
Glühlampen werden außer zur Beleuchtung weiterhin verwendet:
- Nahinfrarot- bzw. Wärmestrahler (z. B. zur Lacktrocknung, Tierhaltung, in der Fixierwalze von Laserdruckern und Xerox-Kopierern, in Thermokopierern)
- Signalisation (Ampeln, Durchgangsprüfer usw.)
- Kaltleiter (Überlastsicherung,[24] Amplitudenregelung[25])
- Strahlungsquelle in Spektrometern

### Lebensdauer

Lebensdauer und Helligkeit in Abhängigkeit von der Betriebsspannung (nicht gültig für Halogenlampen)

Die Lebensdauer einer Glühlampe sinkt mit steigender Lichtausbeute, bedingt durch die höhere Glühfadentemperatur drastisch ab. Bei 2700 K erreichen konventionelle Glühlampen eine Standzeit von etwa 1000 Stunden, bei 3400 K (Studiolampen) nur wenige Stunden. Wie das Diagramm zeigt, verdoppelt sich die Helligkeit, wenn man die Betriebsspannung um 20 % erhöht. Gleichzeitig reduziert sich die Lebensdauer um 95 %. Eine Halbierung der Betriebsspannung (zum Beispiel durch Reihenschaltung zweier gleichartiger Glühlampen) verringert demnach zwar die Lichtausbeute, verlängert aber die Lebensdauer um mehr als das Tausendfache.

Sind die Kosten für das Auswechseln einer Lampe hoch (Ersatzbeschaffung, Montage), kann zu Gunsten einer höheren Lebensdauer auf eine hohe Lichtausbeute verzichtet und die Betriebsspannung abgesenkt werden. Signallampen sind meist umständlich zu wechseln oder sollen möglichst selten ausfallen. Hier werden Glühlampen oft bei geringer Lichtausbeute betrieben.
Die Lebensdauer einer Glühlampe endet nicht durch gleichmäßiges Abdampfen von Wendelmaterial, sondern durch das Durchbrennen an einer Stelle. Grund ist eine Instabilität, die mit der Zunahme des elektrischen Widerstandes mit der Temperatur zusammenhängt: Stellen des Glühfadens, die nur wenig dünner sind und sich beim Einschalten zunächst nur aufgrund der höheren Stromdichte schneller aufheizen, haben dann auch noch aufgrund ihrer Übertemperatur einen höheren Widerstand, heizen sich kurzzeitig extrem auf und verlieren dabei etwas Material durch Verdampfen. Beim nächsten Einschalten verschärft sich das Problem. Beim letzten Einschalten kann von der Unterbrechungsstelle sogar eine Bogenentladung im Füllgas ausgehen, die sich hin zu den Anschlussdrähten ausbreitet und einen hohen Leistungsumsatz hat.
Um das Zerplatzen des Glaskolbens durch derartige oder anderweitig zündende Bogenentladungen zu verhindern, haben manche 230-Volt-Glühlampen eine Schmelzsicherung im Sockel. Sie hat die Gestalt eines dünnen Glasröhrchens. Hochvolt-Halogenlampen haben einen zusätzlichen Schutzglaskolben oder dürfen nur mit Abdeckung betrieben werden.
Eine Möglichkeit, die Lebensdauer zu verlängern, ist daher die Begrenzung des Einschaltstroms oder die in der Veranstaltungstechnik häufig angewandte Vorheizung (englisch Pre Heat) durch einen permanenten Stromfluss knapp unterhalb der Leuchtschwelle.
Die Ausfallwahrscheinlichkeit von Glühlampen lässt sich durch eine Exponentialverteilung oder, mit Berücksichtigung der Historie, durch eine Weibull-Verteilung beschreiben.

#### Kompromiss zwischen Lebensdauer und Lichtausbeute
Die Dimensionierung von Glühlampen bei gegebener Betriebsspannung ist ein Kompromiss zwischen Lebensdauer und Lichtausbeute und ergibt sich laut der Hersteller neben den technologischen Fähigkeiten der verschiedenen Hersteller wesentlich aus der vorgesehenen Anwendung.
Durch eine Füllung mit dem teuren Edelgas Krypton wird die Abdampfrate verringert und bei den herstellungstechnisch anspruchsvolleren Halogen-Glühlampen wird sogar ein gewisser Rücktransport des abgedampften Wolframs erreicht. Entscheidenden Einfluss hat jedoch die Temperatur und die Dicke des Glühfadens.
Eine übliche 60-W-Allgebrauchsglühlampe für 230 V mit 1000 h Lebensdauer erzeugt z. B. einen Lichtstrom von 710 lm, also 11,8 lm/W.
Eine 60-W-Glühlampe für Signalanwendungen mit 8000 Stunden Lebensdauer erzeugt 420 lm (7 lm/W); eine mit 14 000 Stunden Lebensdauer 380 lm (6 lm/W)
Niedervolt-Glühlampen schneiden hinsichtlich Lebensdauer und Effizienz günstiger ab.
Signallampen („Sig“) beispielsweise für Lichtsignale mit dem Bajonettsockel BA 20d und Betriebsspannungen zwischen 12 und 50 V erzielen z. B. eine Lichtausbeute um 13 lm/W und haben eine mittlere Lebensdauer von 8000 bis 12 000 Stunden. Der Vorteil einer geringeren Speisespannung ist in diesem Fall eine durch dickeren Draht mechanisch stabilere Wendel, die ihre Form im Betrieb nicht verändert. Die Wendel für Spannungen zwischen 30 und 50 Volt neigen nach längerer Betriebszeit zum Durchhängen, was aufgrund der engen Fokussierung des Lichtaustritts zu einer verschlechterten Sichtweite führt. Deshalb wird die Spannung der Lampenstromkreise etwa seit den 1960ern direkt am Signal heruntertransformiert.
Die übliche Lebensdauer von Glühlampen unterscheidet sich erheblich. So haben in der EU übliche Lampen für 230 V eine Lebensdauererwartung von 1000 Stunden. In den USA (Netzspannung 120 V) werden auch Lampen mit bis zu 20 000 Stunden Lebensdauererwartung angeboten. Die Lichtausbeute einer solchen 60-Watt-Glühlampe beträgt allerdings nur 9,6 lm/W.
Halogenglühlampen werden mit ca. 50 bis 6000 h Lebenserwartung angeboten, für Verkehrsampeln mit bis zu 15 000 Stunden. Entsprechend breit streut die Lichtausbeute.
Bei gleicher Leistung haben Glühlampen für geringere Nennspannung einen dickeren Glühfaden und damit eine höhere Lebensdauer. Umgekehrt lässt sich mit Niedervolt-Glühlampen bei gleicher Lebensdauer eine höhere Lichtausbeute erzielen. Die tatsächlich erreichte Lebensdauer hängt jedoch deutlich von den Einsatzparametern ab:
- Genaue Einhaltung der Nennspannung (die mögliche Netz-Plustoleranz von 15 % verkürzt die Lebensdauer auf weniger als ein Fünftel)
- Erschütterungen im Betrieb
- Umgebungstemperatur
- Häufiges Aus- und Einschalten: vorzugsweise ein bereits dünn gewordener Teil des Glühfadens wird aufgrund dessen geringerer Wärmekapazität beim Einschalten zerstört. Aufgrund des geringen Widerstandes des restlichen noch kalten Glühfadens (Kaltleitereffekt) fließt überdies im ersten Moment ein besonders hoher Strom.

Für Anwendungen, bei denen das Auswechseln aufwendig oder eine hohe Zuverlässigkeit erforderlich ist, gibt es Glühlampen, die eine lange Lebensdauer, verbunden mit einer ähnlich geringen Lichtausbeute wie frühe Glühlampen, erreichen: Sogenannte Sig-Lampen erreichen 14 000 h mittlere Lebensdauer (Hochvolt-Kryptonlampen).
Die Lebensdauer von Projektor-Glühlampen beträgt hingegen aufgrund der hohen Glühfadentemperaturen (hohe Effizienz und Leuchtdichte) oft nur 50 bis zu wenigen 100 Stunden. Projektor-Halogen-Lampen für 24 V/250 W erreichen bei einer Lebensdauer von 50 Stunden einen Lichtstrom von 10 000 lm (40 lm/W). Für Fotoaufnahmen und Belichtung von Fotomaterial gab es bereits früher konventionelle, mattierte Spezialglühlampen mit großem Kolben (zum Beispiel OSRAM Nitraphot S), die eine für Glühlampen sehr hohe Farbtemperatur von 3400 K erreichen. Diese Lampen haben einen Lichtstrom von etwa 4200 lm bei 200 W, also die bis zu vierfache Lichtausbeute einer hinsichtlich Leistung und Nennspannung vergleichbaren Allgebrauchs-Glühlampe, sowie die doppelte einer Halogenglühlampe mit einer Lebensdauer von 2000 Stunden.
Kraftfahrzeug-Glühlampen wiederum sind statt für ihre Nennspannung von 12 oder 24 V für die 14 oder 28 V des Bordnetzes ausgelegt. Die Betriebsspannung von Niedervolt-Halogen-Anlagen für Halogenglühlampen einer Nennspannung von 12 V beträgt demgegenüber oft nur 11,5 V.
Die auf durchschnittlich 1000 h begrenzte Lebensdauer bei Allgebrauchsglühlampen wird im Dokumentarfilm Kaufen für die Müllhalde von Cosima Dannoritzer auf Absprachen des weltumspannenden Phoebuskartells aus den 1920er Jahren zurückgeführt, unter damaliger Federführung von General Electric. Die Begrenzung wird regelmäßig als Beispiel für geplante Obsoleszenz genannt. Das Kartell wurde 1941 offiziell aufgelöst; 1953 wurden die Betreiber rechtmäßig verurteilt und ihnen unter anderem die Reduzierung der Lebensdauer von Glühlampen verboten. Die übliche Lebensdauer von Allgebrauchslampen ist jedoch weiterhin 1000 h.

#### Beispiele für längere Lebensdauer

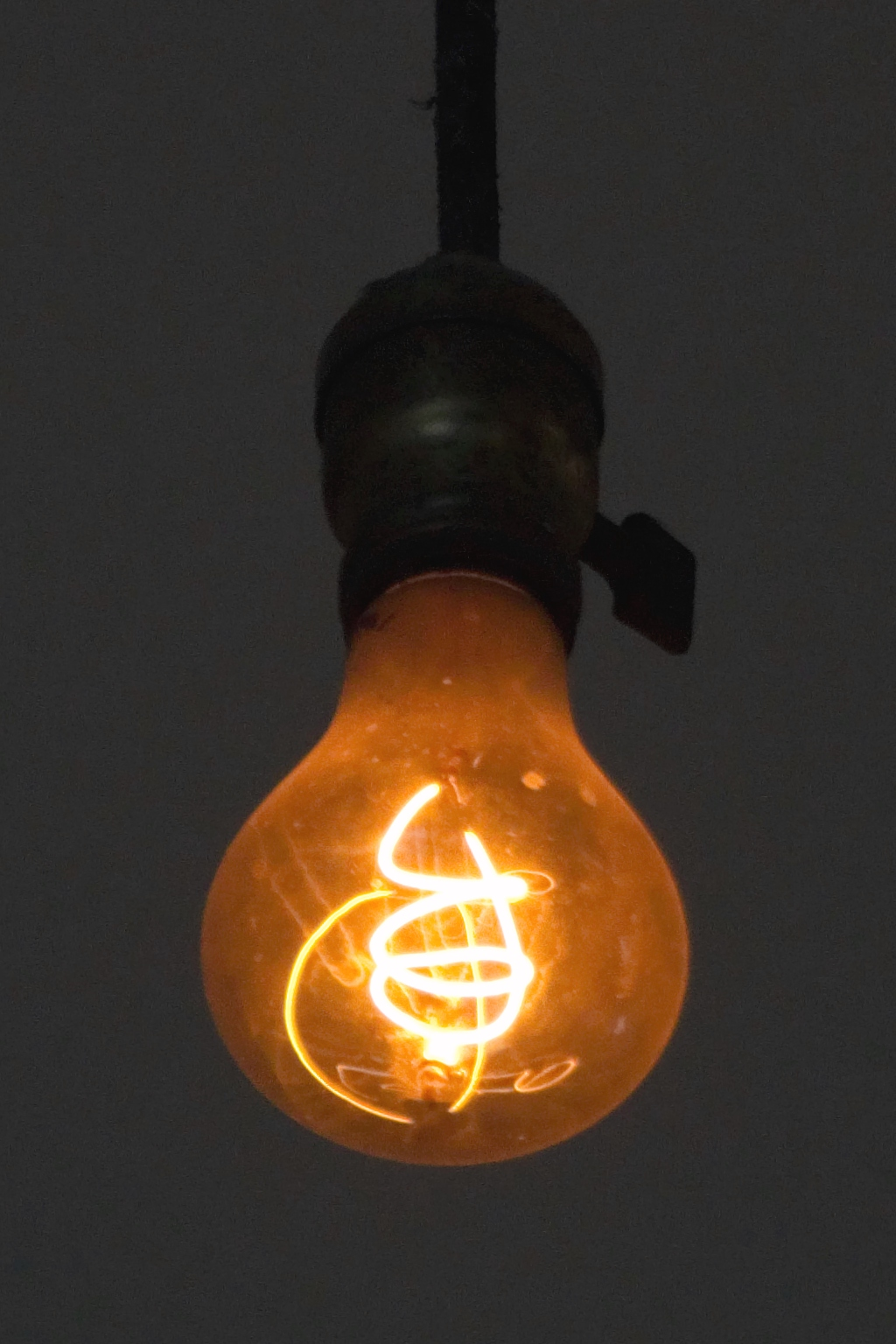
Die Kohlefaden-Glühlampe in Livermore im November 2013

Das Centennial Light (englisch hundertjähriges Licht) leuchtet seit 1901 fast ununterbrochen in der Feuerwache von Livermore im US-Bundesstaat Kalifornien. Von dieser 60-Watt-Kohlefadenlampe heißt es jedoch, sie „scheine zurzeit mit 4 Watt“.
1928 fanden Bauarbeiter in einem Theater in Glasgow hinter einer vermauerten Tür einen vergessenen Raum, in dem sich eine brennende Glühlampe und ein Kalender aus dem Jahr 1906 befanden; die Lampe leuchtete also wahrscheinlich 22 Jahre lang ununterbrochen. Unter dem Pseudonym Michael Gesell schrieb Otto Ernst Hesse am 7. Juni 1928 in der Vossischen Zeitung darüber:

„Der Verbrauchsanspruch dieser Wunderlampe scheint in diesen Jahren nicht besonders gestiegen zu sein. Sonst hätte – nach den Theorien der Elektrotechniker – das Theater gewiß mittlerweile wegen zu hoher Elektrizitätsrechnungen pleite gemacht.“

1981 begann die ungarische Firma Tungsram mit der Produktion einer „Resista“ genannten Glühbirne, die eine Lebensdauer von 2500 Stunden aufwies und in den Folgejahren unter der Bezeichnung „Langlebensdauer-Glühlampe“ auch vom DDR-Leuchtmittelhersteller Narva hergestellt wurde. Chinesische Glühlampen besitzen sogar eine Regellebensdauer von 5000 Stunden.

## Glühlampentypen im Vergleich
| Hersteller               | Typen- name                      | Technologie             | Betriebs- spannung | Leistungs- aufnahme | Licht- strom         | Markt- einführung | Sockel | Lebens- dauer           |
| ------------------------ | -------------------------------- | ----------------------- | ------------------ | ------------------- | -------------------- | ----------------- | ------ | ----------------------- |
| Shelby Electrics Company | Centennial Light                 | Kohlenfadenlampe        | 110–120 V          | 060 W (4 W jetzt)   |                      | ca. 1890          |        | 1 034 000 h (118 Jahre) |
| Osram                    | CLAS A FR 60                     | Wolframfadenlampe       | 000-230 V          | 060 W               | 710 lm               |                   | E27    |                         |
| Osram                    | 64440                            | Niedervolt-Halogenlampe | 000-012 V          | 050 W               | 910 lm               |                   | GY6.35 | 0.002000 h              |
| AEG                      | EVZ-066                          | Nernstlampe             | 000-095 V          | 047,5 W             |                      | 1900              | E27    | 0.000.700 h             |
| Osram                    | SIG 1541LL SIG 1543LL SIG 1546LL | Hochvolt-Kryptonlampe   | 000-235 V          | 060 W 075 W 100 W   | 380 lm 540 lm 780 lm |                   | E27    | 0.014 000 h             |

## Sonderformen

### Halogenglühlampen (Wolfram-Halogen-Kreisprozess)

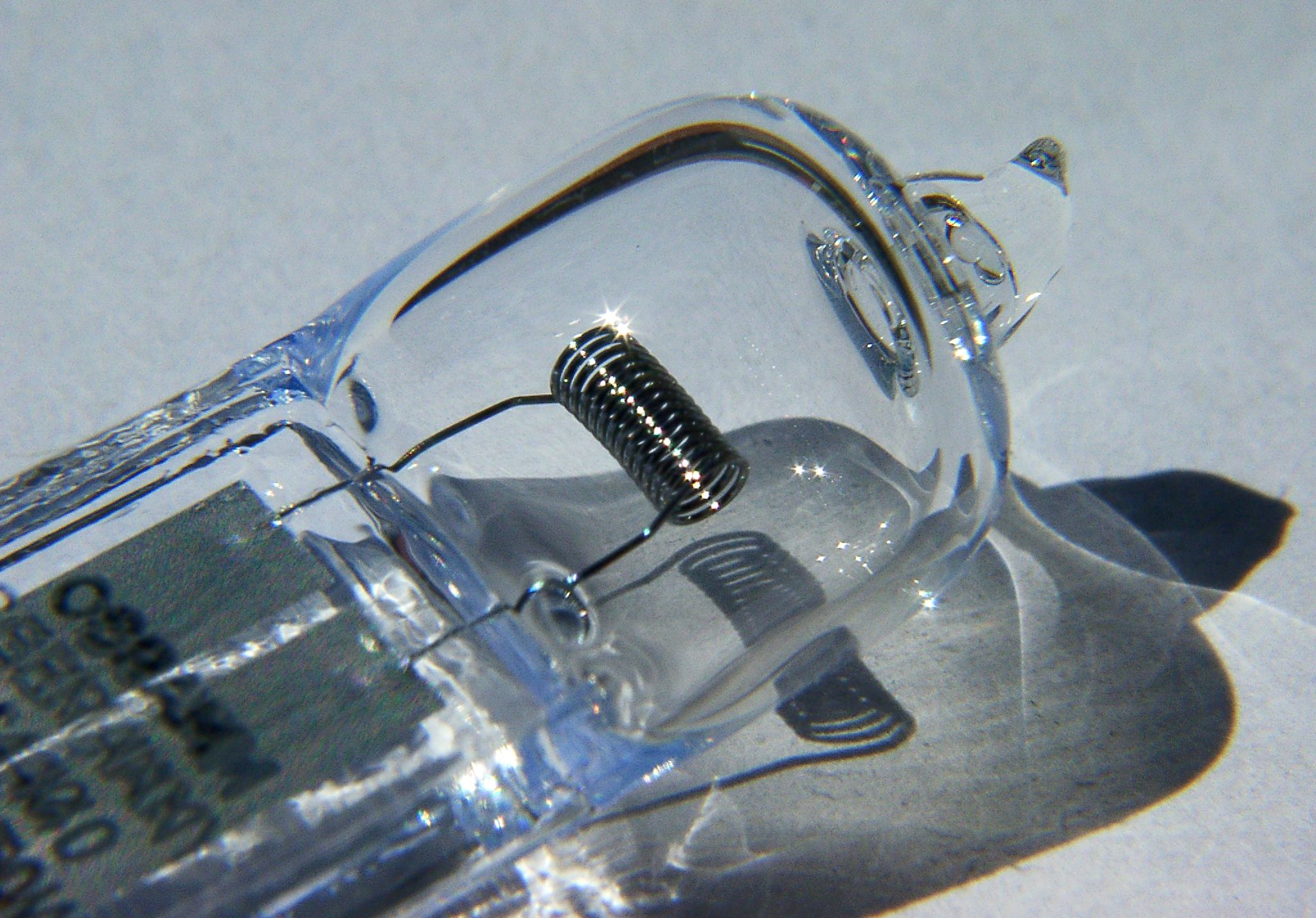
Halogenglühlampe, Einfachwendel

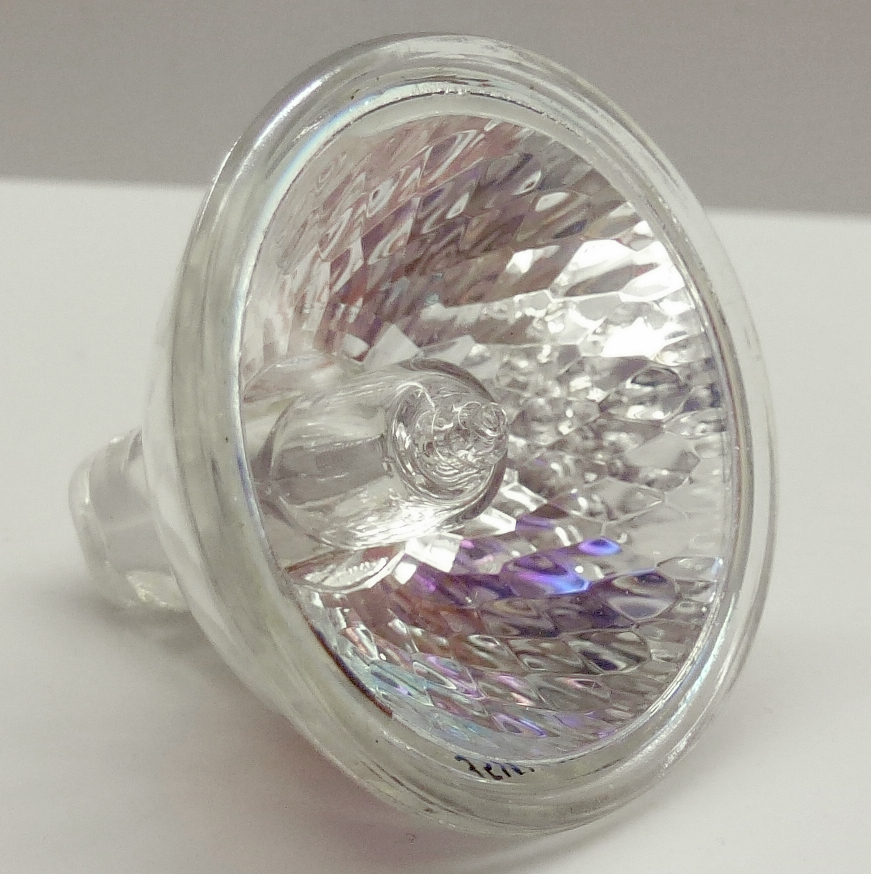
Halogen-Kaltlichtspiegellampe

Wolfram-Halogen-Prozess in Halogenlampen

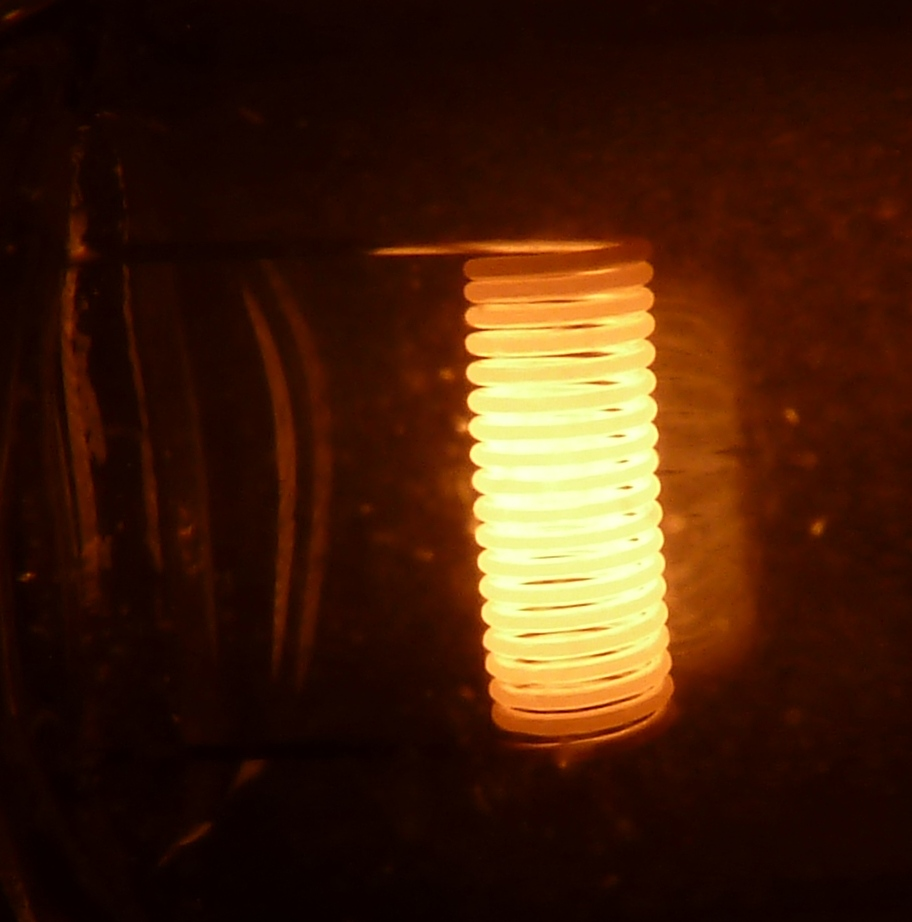
Halogenlampe: Glühwendel im Betrieb
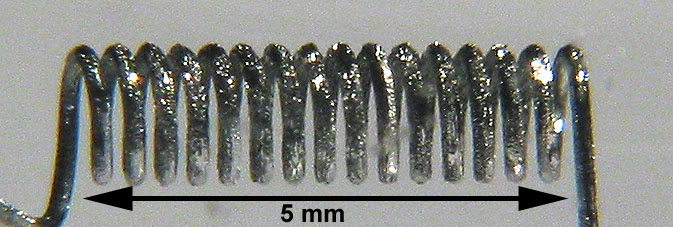
H1-Lampe: Glühwendel nach mehreren hundert Stunden Betrieb. Kristalline Wolfram-Ablagerungen sind deutlich zu sehen.
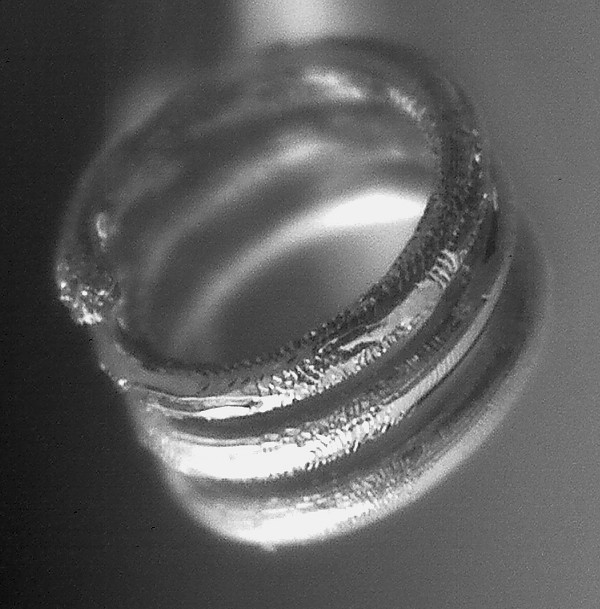
H7-Lampe: Glühwendel nach 1000–1200 Betriebsstunden mit sehr aufgerauter Oberfläche
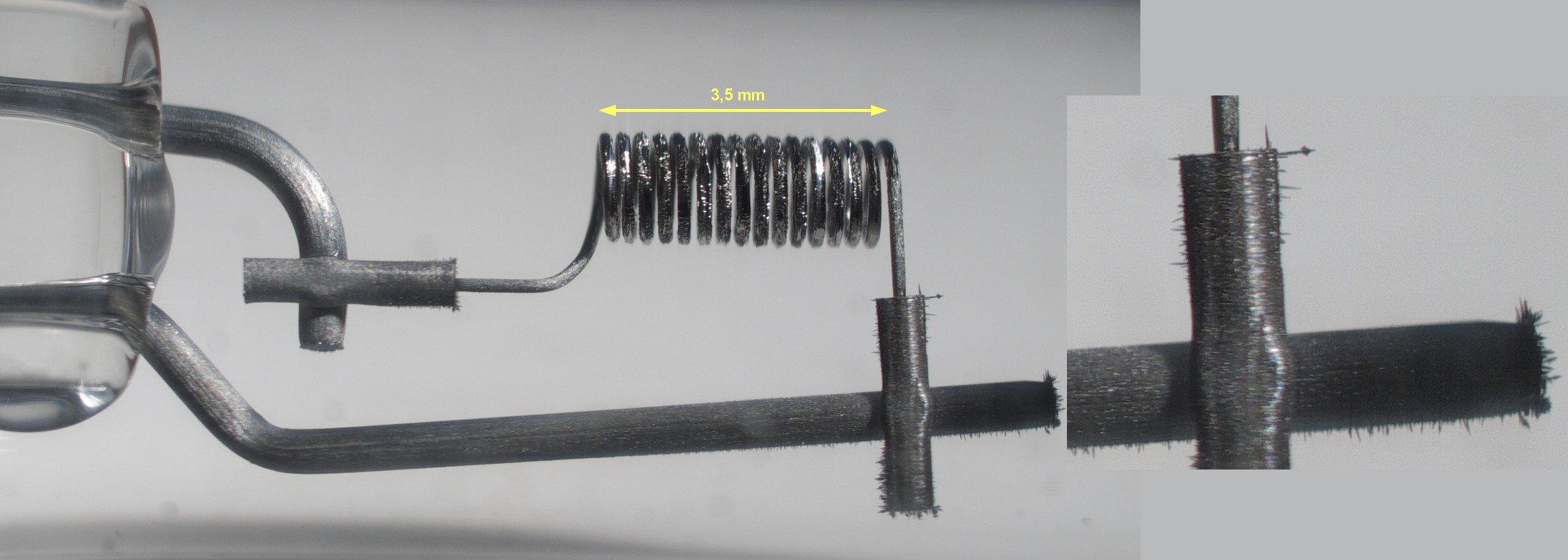
Dieselbe Lampe: Nadelförmige Kristalle an den Stützdrähten

Durch Verwendung eines kompakten Quarzglaskolbens und Zugabe des Halogens Iod (früher auch Brom) lassen sich Glühlampen konstruieren, die auch bei erhöhten Betriebstemperaturen von 2800 bis 3100 K eine Lebensdauer von 2000 bis 5000 Stunden haben. Diese sogenannten Halogenglühlampen (früher auch Jodlampen genannt) haben ein weißeres Licht und Lichtausbeuten von beispielsweise bis 22 lm/W  (Allgebrauchs-Glühlampe 12–15 lm/W, Kompaktleuchtstofflampe 40–60 lm/W, LED-Lampen bis über 100 lm/W).
Höhere Werte weisen Halogenlampen für Foto-, Film- und Studiozwecke mit bis zu 35 lm/W auf – allerdings mit wenigen Stunden Betriebsdauer.
Das Iod reagiert (zusammen mit Restsauerstoff) mit den vom Glühdraht verdampften Wolframatomen und stabilisiert eine wolframhaltige Atmosphäre. Der Prozess ist reversibel: Bei hohen Temperaturen zerfällt die Verbindung wieder in ihre Elemente – Wolframatome schlagen sich auf der Glühwendel nieder. Kleine Temperaturdifferenzen entlang der Wendel spielen für die Zersetzung nur eine untergeordnete Rolle. Die Vorstellung, dass sich Wolfram ausschließlich an den dünnen überhitzten Bereichen der Wendel niederschlage, ist falsch. In Wirklichkeit findet die Kondensation von Wolframatomen jedoch an den kältesten Stellen der Wendel statt – es entstehen Kristalle und unter Umständen Whisker. Das Prinzip ist der chemische Transport, welcher sich in ähnlicher Weise auch beim Van-Arkel-de-Boer-Verfahren findet.
Der Halogenzusatz verhindert bei einer Glastemperatur von mehr als 250 °C auch den Niederschlag von Wolfram auf dem Glaskolben; aufgrund der deshalb nicht vorhandenen Kolbenschwärzung kann der Glaskolben einer Halogenlampe sehr kompakt gefertigt werden. Das kleine Volumen ermöglicht zudem einen höheren Betriebsdruck, der wiederum die Abdampfrate des Glühdrahtes vermindert. Aus all dem ergibt sich in der Summe der lebensverlängernde Effekt bei Halogenlampen. Bei Dimmung der Halogenleuchte wird der Halogenprozess jedoch vermindert, da die dafür notwendige Temperatur nicht mehr erreicht wird, was dann doch zu einer Schwärzung des Glaskolbens führen kann. Die Schwärzung kann jedoch durch kurzzeitigen Betrieb mit voller Leistung wieder rückgängig gemacht werden.
Das geringe Volumen ermöglicht zur Reduktion der Wärmeleitung die Befüllung mit schweren Edelgasen zu vertretbaren Kosten.
Verunreinigungen auf dem Kolben (zum Beispiel durch Anfassen) können zu einer Eintrübung des Quarzglases führen, indem zurückbleibende Salze als Kristallisationskeime zur Entglasung beitragen und so Schäden verursachen. Daher sollte eine Halogenlampe nie mit bloßen Fingern angefasst werden oder muss anschließend gereinigt werden. Die weit verbreitete Annahme, dass sich Fette von der Haut in das Glas einbrennen, trifft hingegen nicht zu.
Die für den Halogenprozess nötige hohe Innenwandtemperatur des Glaskolbens wird durch geringen Abstand des Kolbens zum Glühfaden – also eine viel kleinere Bauform im Vergleich zu Normalglühlampen gleicher Wärmeleistung – erzielt und macht die Verwendung von Kieselglas (Quarzglas) nötig. Typisch sind höhere Wandstärken von etwa 1 mm, um Druckfestigkeit gegen die Gasausdehnung bei hoher Temperatur zu bieten. Stabförmige Halogenglühlampen müssen hinter einem Schutzglas betrieben werden, das die Splitter eines zerspringenden Kolbens abfangen kann. Reflektorlampen besitzen um den Innenkolben herum den Reflektor aus Pressglas mit einer Glasplatte vorn. Diese sowie auch nichtreflektierende Überkolben senken die Oberflächentemperatur des Leuchtmittels und dienen dem Schutz vor Brand und Verbrennung.
Die gasdichten Stromdurchführungen werden bei den Quarzglaskolben von Halogenglühlampen und auch bei Quarzglasbrennern von Gasentladungslampen mittels Molybdän-Folienbändern realisiert.
IRC-Halogenglühlampen (IRC steht hier für englisch infrared reflective coating, dt. Infrarot-reflektierende Beschichtung) haben eine spezielle Beschichtung des Glaskolbens, die Licht passieren lässt, aber die Wärmestrahlung auf die Glühwendel reflektiert, ein sogenannter Wärmespiegel. Dadurch wird der Wärmeverlust vermindert und folglich die Lichtausbeute erhöht. Nach Herstellerangaben kann so der Energieverbrauch zusammen mit Verwendung von Xenon als Füllgasbestandteil gegenüber Standard-Halogenlampen um bis zu 30 % vermindert werden, allerdings bezieht sich das auf ineffiziente Normvergleichslampen, real sind es etwa 20 %. Die Lichtausbeute liegt beispielsweise bei der 12 V/65 W Osram 64445 bei 26 lm/W.
Halogenlampen für 230 V in der Standardbauform mit E27-Sockel sparen durch diese IRC-Technik ca. 20 % Energie gegenüber normalen Glühlampen (zum Beispiel 42 W statt 60 W, 30 % Stromeinsparung bei etwa 10 % weniger Helligkeit) und können diese überall ersetzen. Diese Lampen erreichen damit zwar nicht die Effizienz von Kompaktleuchtstofflampen und noch weniger die von LED-Lampen, sie konnten jedoch durch das Erreichen der Energieeffizienzklasse C die klassische Glühlampe nach Inkrafttreten der ersten Stufe der Verordnung (EG) Nr. 244/2009 der Europäischen Kommission vom 18. März 2009 auf Grundlage der Ökodesign-Richtlinie des Europäischen Parlaments ersetzen. Halogenlampen können wie klassische Glühlampen nach Gebrauch über den Restmüll entsorgt werden und erreichen einen ebenso guten Farbwiedergabeindex.
- Halogenlampe: Glühwendel im Betrieb
- H1-Lampe: Glühwendel nach mehreren hundert Stunden Betrieb. Kristalline Wolfram-Ablagerungen sind deutlich zu sehen.
- H7-Lampe: Glühwendel nach 1000–1200 Betriebsstunden mit sehr aufgerauter Oberfläche
- Dieselbe Lampe: Nadelförmige Kristalle an den Stützdrähten

### Spezial-Glühlampen

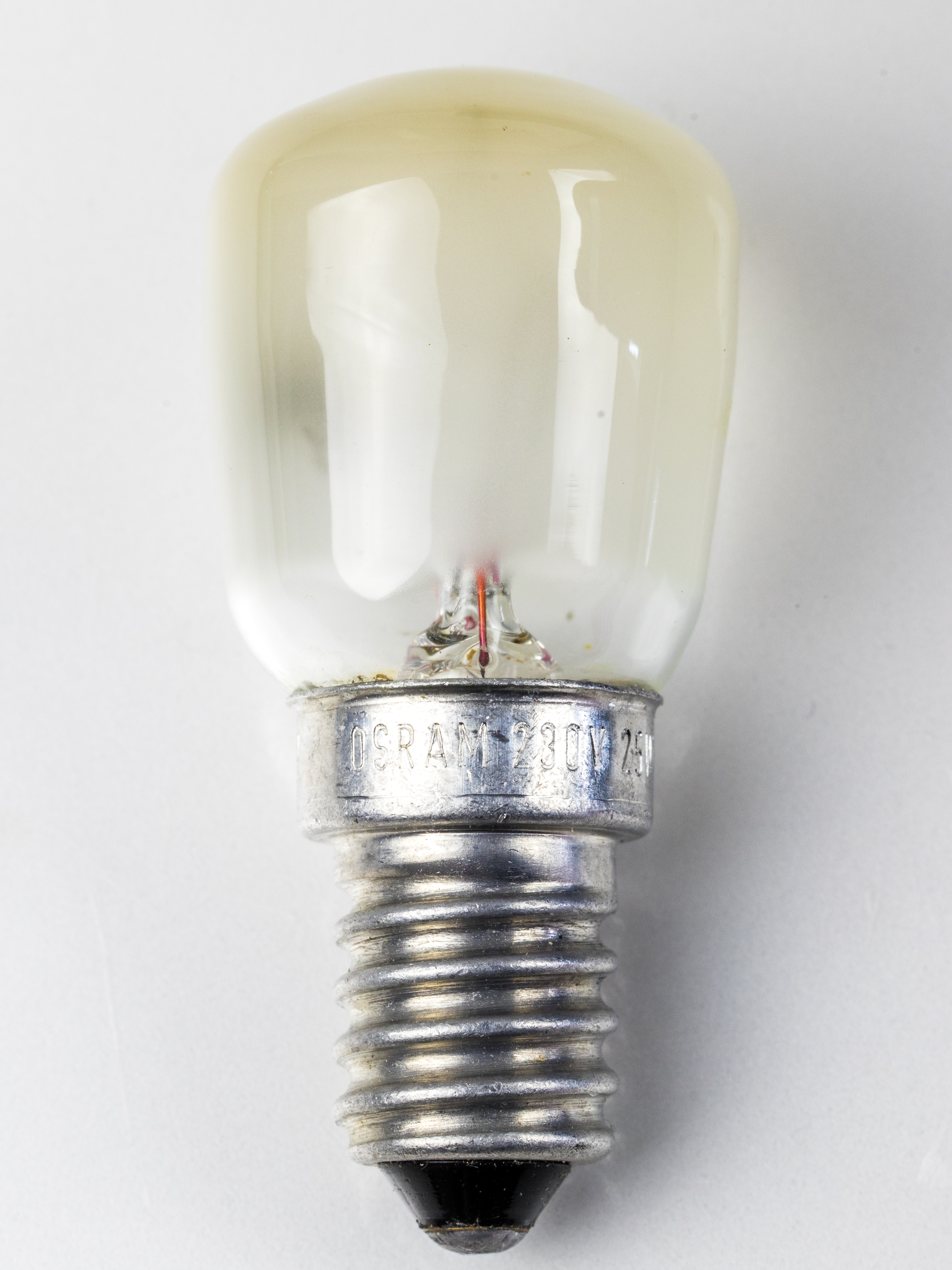
Backofen-Glühlampe von Osram

Für besondere Anwendungsfälle werden Speziallampen in der Bauform wie die Allgebrauchsglühlampe mit Edison- oder mit Bajonett-Sockel hergestellt. Stoßfeste Lampen haben eine speziell verstärkte Wendelkonstruktion und sind für beliebige Brennstellung sowie für eine höhere Lebensdauer (typisch 2000 Stunden) ausgelegt. Die Überprüfung der Stoßfestigkeit erfolgt bei Produkten namhafter Hersteller durch unabhängige Prüfinstitute. Die typischen Anwendungsbereiche solcher Speziallampen sind Anwendungen mit rauen Betriebsverhältnissen, wie bei Industrie, Schifffahrt, Bergbau oder Arbeitsbeleuchtung in Wartungsbereichen und Automobilwerkstätten. Stoßfeste Lampen sind durch das Kürzel „sp“ (für die Ausführungsform) in der Leuchtmittelbezeichnung gekennzeichnet.
Ein weiterer Spezialeinsatzfall ist die Innenbeleuchtung von Backöfen. Hier treten erhöhte Umgebungstemperaturen auf, die von anderen Leuchtmitteln nicht vertragen werden. Entsprechende Glühlampen sind für eine Einsatztemperatur von bis zu 300 °C spezifiziert.
Weiterhin werden sogenannte Sig-Lampen gefertigt (Glühlampen für Signalzwecke). Sie haben für Netzspannung zum Beispiel eine Lebensdauer von 14 000 Stunden und eine Lichtausbeute von lediglich 7,8 lm/W. Die Gasfüllung besteht aus Krypton.
Für Niederspannung für Anwendungen im Schienen- und Straßenverkehr werden konventionelle und auch Halogen-Glühlampen gefertigt, die teilweise Lichtausbeuten von unter 5 lm/W haben.
Solche Speziallampen haben typischerweise einen geringen Wirkungsgrad und sind teurer.
Spezial-Glühlampen sind nicht von der EU-Lampenverordnung betroffen.

### Weitere Varianten

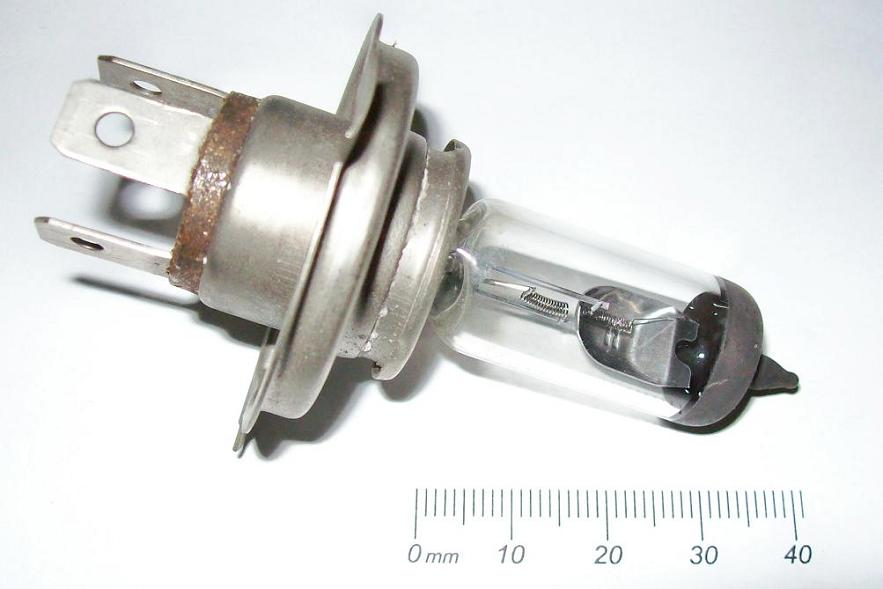
H4 Bilux-Halogenglühlampe mit Glühwendeln für Fernlicht (Mitte) und Abblendlicht (rechts in der Blechblende)
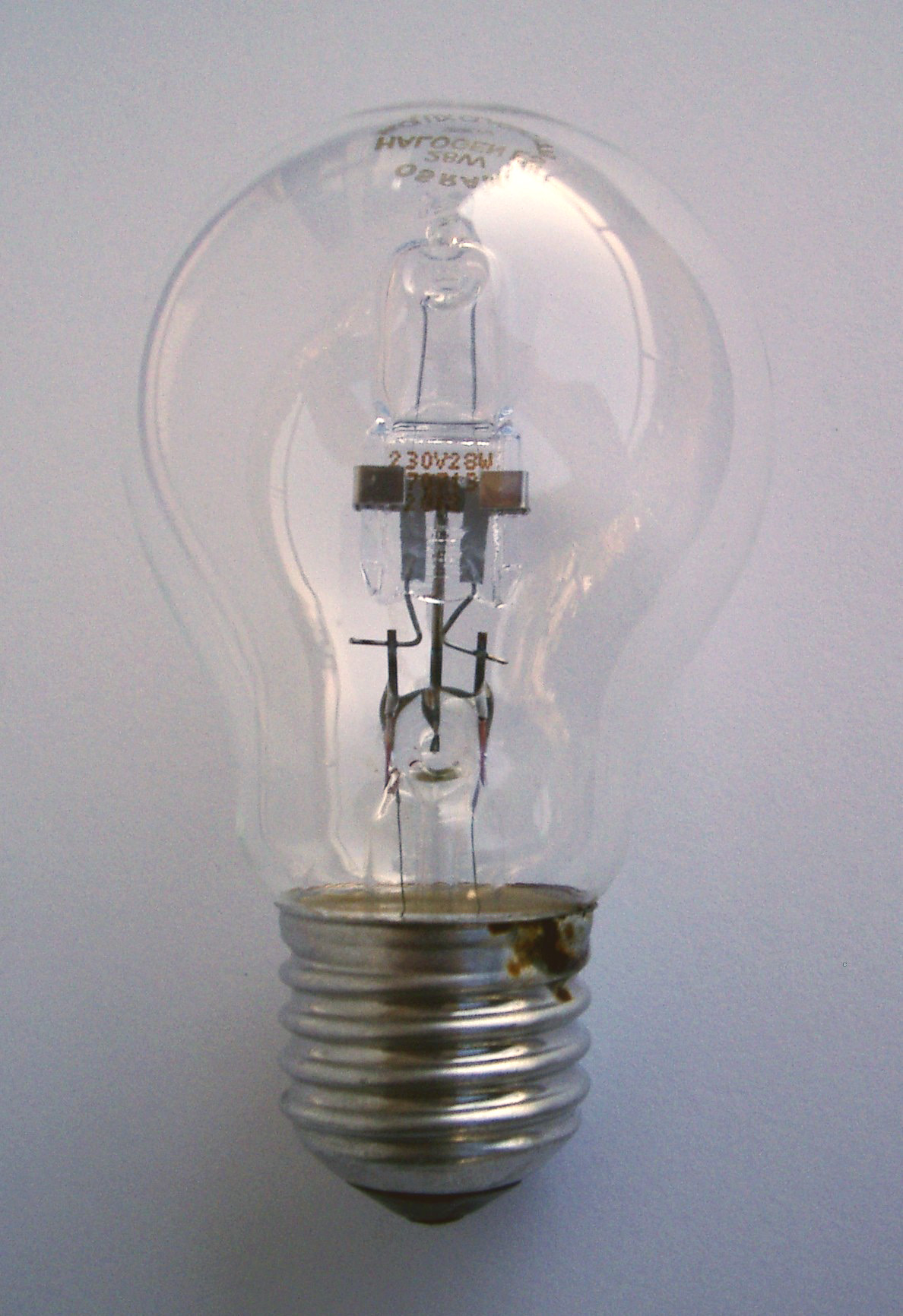
Halogen-Glühlampe 230 V mit Standardsockel E27
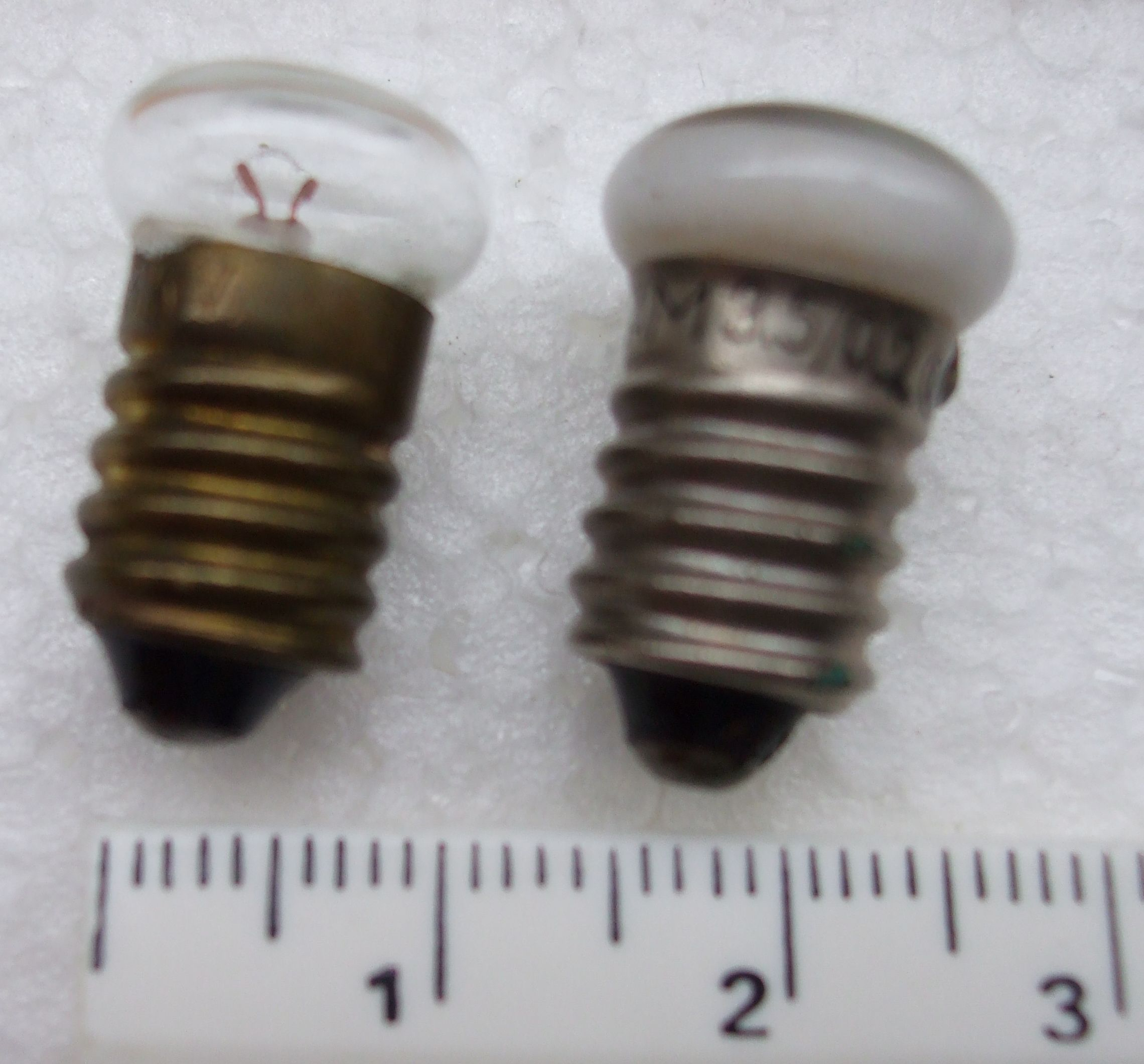
Glühlämpchen, wie sie früher beispielsweise für Taschenlampen genutzt wurden
Blinkendes Glühlämpchen mit Bimetallschalter (die Animation in Zeitlupe zeigt den Augenblick, in dem der Schalter öffnet)

Neben besonderen Kolbenformen, dem verwendeten Material (zum Beispiel mattiert oder aus Opalglas gefertigt) und der gewählten Einfärbungen gibt es folgende Sonderformen:
- Bilux-Lampen: Sie werden in Fahrzeugscheinwerfern verwendet und besitzen einen freien (Fernlicht) und einen mit einer Blende (Abblendlicht) versehenen Glühfaden mit ähnlicher Leistungsaufnahme.
- Glühlampen mit zwei Glühwendeln unterschiedlicher Leistung (Zweifadenlampen, zum Beispiel als Kombination Rücklicht/Bremslicht oder mit Haupt- und Ersatzfaden.)
- Glühlampen mit Innenreflektor
  - Projektionslampen mit Wendel im Brennpunkt einer Innenverspiegelung
  - Sogenannte Kuppelspiegellampen oder Kopfspiegellampen (KSL) mit Glühwendel im Mittelpunkt einer spiegelnden Halbkugelschale
- Wolframbandlampen: Sie besitzen ein Band statt einer Glühwendel; Einsatz als Strahlungsnormal oder in älteren Pyrometern (visueller Vergleich der Leuchtdichte und der Farbtemperatur mit der des Messobjektes)
- Hochtemperatur-Heizstrahler: Glühwendel mit relativ niedriger Betriebstemperatur, angeordnet in einem oft teilweise verspiegelten Glaskolben, der in Abstrahlrichtung vorrangig den Infrarot-Anteil passieren lässt (Rotlicht)
- Glühlampen zu Heizzwecken: zum Beispiel stabförmige Halogen-Glühlampen in der Fixierwalze von Xerox-Kopierern und Laserdruckern
- Stabförmige Halogen-Glühlampen von etwa 70 bis 300 (häufig 118) mm Länge mit endständigen, muldenförmigen Anschlusskontakten (eingekittet in eine Keramikhülse („Halogenstab“)) mit Leistungen von etwa 100–2000 W: Eine gestreckte Einfach- oder Doppelwendel befindet sich mit Abstandshaltern (aus Draht oder Glaseinbuchtungen) in einem Quarzglas-Rohr, Einsatz in Lichtstrahlern auf Baustellen oder in Deckenflutern.
- Kaltlichtspiegellampen: Sie besitzen einen externen dichroitischen Reflektor, der nur sichtbares Licht reflektiert, Infrarot jedoch passieren lässt (Anwendung: Niedervolt- und Hochvolt-Halogenglühlampen, Projektionslampen).
- Linienlampen sind im Prinzip große Soffittenlampen für Netzspannung aus langgezogenen Glasröhren, meist opak, mit einem Glühfaden über die ganze Länge. Linienlampen sind typisch nur 30–60 cm kurz und haben radial von der Röhrenachse abstehende Sockel, entweder einen zweipoligen in der Mitte oder zwei einpolige nahe den Rohrenden, die Kontakte sind leicht kuppelförmig ausgebildet. (Leuchtstoffröhren sind hingegen bis 150 cm lang, haben die Kontaktierung axial, an jedem der Enden in aller Regel jeweils durch je ein Stiftepaar, das axial aus den Fassungen herausragt und sind so gut zu unterscheiden.)

Bei blinkenden Glühlampen ist manchmal in Serie mit dem Glühfaden ein Bimetallschalter angeordnet. Diese Ausführung ist zum Beispiel in älteren Warnlampen oder Leuchtstäben zum Martinstag anzutreffen. Im kalten Zustand ist dieser Schalter geschlossen. Durch die Wärmeeinwirkung des Glühfadens und der Wärmekapazität des Bimetalls verbiegt sich das Schaltelement und öffnet eine Kontaktstelle. Der Stromfluss wird unterbrochen und die Glühlampe erlischt. Nach ausreichender Abkühlung schließt der Kontakt wieder, der Glühfaden leuchtet wieder und erwärmt dadurch erneut das Schaltelement, der Vorgang beginnt von vorne, die Lampe blinkt.

## Umweltaspekte und Verbote

### Energieeffizienzklassen von Glühlampen

Grenzen der Energieeffizienzklassen für Leuchtmittel

Haushaltslampen werden in der Europäischen Union in Energieeffizienzklassen eingestuft, wobei die Skala von A (sehr effizient) bis G (weniger effizient) reicht. Unter „Effizienz“ wird dabei lediglich die Lichtausbeute verstanden, nicht berücksichtigt wird ein möglicher Heiznutzen. Herkömmliche Glühlampen erreichen die Effizienzklassen D, E, F und G. Niedervolt-Halogenlampen, die mit typisch 12 V betrieben werden, liegen oft in den Effizienzklassen C, D und E, müssen aber offiziell nicht in Effizienzklassen eingeteilt werden. Hochvolt-Halogenlampen, die direkt mit 230 V betrieben werden, erreichen heute ebenfalls die Effizienzklasse C und eignen sich daher neben Energiesparlampen nach 2012 als Ersatz für herkömmliche Glühlampen. Messungen der Stiftung Warentest ergaben jedoch, dass Halogenlampen die deklarierten Energieeffizienzklassen oft nicht erreichen.
Seit etwa 2005 werden Herstellung und Vertrieb von Glühlampen mit geringer Lichtausbeute in einigen Ländern verboten oder es werden solche Verbote geplant, um Energie zu sparen. Glühlampen müssen durch Energiesparlampen mit besserer Lichtausbeute ersetzt werden.
Energieverbrauch und Lichtausbeute der Leuchtmittel weichen in der Praxis zwangsläufig von den Nennwerten ab. Die EU-Verordnung 244/2009 duldet bei Stichprobenkontrollen der Marktaufsichtsbehörden durchschnittliche Fertigungstoleranzen von bis zu 10 %. Es gab Berichte, dass einige Hersteller diese zulässigen Toleranzen bewusst ausschöpfen würden.

### Regelungen und Entwicklungen nach Regionen

#### Australien
Australien kündigte als erster Staat im Februar 2007 an, ab 2010 herkömmliche Glühlampen zu verbieten. Die Regierung geht davon aus, dass durch diese Maßnahme jährlich vier Millionen Tonnen Treibhausgase weniger in die Luft ausgestoßen werden.

#### Europäische Union
Die EU-Kommission gab im Dezember 2008 bekannt, dass auf der Basis der Ökodesign-Richtlinie 2005/32/EG stufenweise Herstellungs- und Vertriebsverbote von Lampen geringer Energieeffizienz in den Mitgliedsländern umgesetzt werden. Der Verkauf bereits in Verkehr gebrachter Glühlampen bleibt aber weiterhin erlaubt. Mitte April 2009 ist die entsprechende Verordnung (EG) Nr. 244/2009 in Kraft getreten. 2010 und noch einmal 2014 verkauften der Maschinenbauingenieur Siegfried Rotthäuser und sein Schwager Rudolf Hannot über das Internet Glühlampen im Rahmen eines satirischen Projektes, Heatballs genannt. Mit den Kleinheizelementen versuchten sie erfolgreich, dem Glühlampenverbot zu entgehen. Zuvor wurden die Anforderungen wegen umfangreicher Kritik erneut beraten; der Umweltausschuss des EU-Parlaments beschloss am 17. Februar 2009 mit 44:14 Stimmen, daran festzuhalten. Irland plante als erster Staat der EU, bereits den Vertrieb von Glühlampen geringer Energieeffizienz ab Januar 2009 zu verbieten.
Bereits auf dem Markt befindliche betroffene Produkte dürfen auch nach den genannten Terminen noch verkauft und gehandelt werden, es dürfen jedoch keine verbotenen Produkte mehr innerhalb der EU in Verkehr gebracht werden und an Handel oder Endverbraucher geliefert werden. Die Herstellung von Glühlampen ohne Erfüllung der Norm für den Export in Länder außerhalb der EU ist weiter erlaubt. Der Zoll soll seit September 2009 Paketsendungen auf verbotene Leuchtmittel kontrollieren.
Lampen mit mattiertem Glas müssen bereits seit der ersten Stufe der Anforderungen (seit September 2009) die Energieeffizienzklasse A haben; das bedeutete ein Herstellungs- und Vertriebsverbot für mattierte Glühlampen. Da mattierte Lampen keine Punktlichtquelle wie die klaren Lampen darstellen, lassen sie sich in ihrer Funktion nach Auffassung der EU-Kommission durch verfügbare Energiesparlampen direkt ersetzen.
Für Lampen mit klarem Glas, also Punktlichtquellen, gelten in Abhängigkeit von ihrer Leistungsaufnahme folgende Mindestanforderungen:
- Seit September 2009: ab 100 W Effizienzklasse C; unter 100 W Effizienzklasse E
- Seit September 2010: ab 75 W Effizienzklasse C; unter 75 W Effizienzklasse E
- Seit September 2011: ab 60 W Effizienzklasse C; unter 60 W Effizienzklasse E
- Seit September 2012: Effizienzklasse C für alle
- Seit September 2018: Effizienzklasse B für alle; Ausnahme Effizienzklasse C für Halogenlampen mit Sockel G9 und R7S, für die es derzeit noch keinen geeigneten Ersatz gibt. (Die Frist wurde gemäß der Änderungsverordnung (EU) 2015/1428 von 2016 auf 2018 verlängert.)

Derzeit sind herkömmliche Glühlampen in den Effizienzklassen D, E und F verfügbar; Halogenlampen (230 V) erreichen teilweise die Effizienzklasse C. Niedervolt-Halogenlampen werden nicht in Energieeffizienzklassen eingeteilt. Neben den Anforderungen an die Energieeffizienz gelten bereits ab der ersten Stufe auch strengere Qualitätsanforderungen an die weiteren Betriebseigenschaften, wie die Lebensdauer, den Lichtstromrückgang, die Schaltfestigkeit, die Anlaufzeit (bis 60 % des Lichtstroms erreicht sind) sowie Anforderungen an die Produktinformationen auf Verpackungen und Katalogen.
Die Verbraucherzentrale Hamburg hat zum „Glühlampenausstieg“ Fragen und Antworten zusammengestellt. Die Europäische Kommission hat ebenfalls eine Hilfestellung und Zusammenfassung veröffentlicht.
Speziallampen, beispielsweise zur Verwendung in Kraftfahrzeugen, in der Fahrradbeleuchtung, in Kühlschränken, Backöfen oder der Medizin, sind von den Verboten nicht betroffen; ebenso Lampen besonders kleiner und großer Leistung (Lichtstrom unter 60 lm oder über 12.000 lm).
Für Reflektorlampen, die einen gebündelten Lichtstrahl abgeben, gilt die Verordnung (EU) Nr. 2012/1194. Für Glühlampen mit gebündeltem Licht und LED-Lampen gelten folgende Mindestanforderungen:
- Seit September 2013: Effizienzklasse B, C oder D (abhängig von Spannung und Lichtstrom). LED-Lampen im oberen Bereich von Effizienzklasse B.
- Seit September 2014: Effizienzklasse B oder D (abhängig von Spannung). LED-Lampen im oberen Bereich von Effizienzklasse B.
- Seit September 2016: Effizienzklasse B. LED-Lampen im oberen Bereich von Effizienzklasse A.

Für Leuchtstofflampen und Hochdruckentladungslampen gilt die Verordnung (EG) Nr. 245/2009.

#### Neuseeland
In Neuseeland sollten Glühlampen geringer Energieeffizienz ab Oktober 2009 verboten werden. Diese Pläne wurden inzwischen wieder aufgegeben und sollen durch effizientere Einsparmöglichkeiten ersetzt werden.

#### Kuba
Am 17. November 2005 forderte Fidel Castro die Kubaner auf, herkömmliche Glühlampen durch Energiesparlampen zu ersetzen. Hintergrund ist die Energieknappheit in Kuba. 2006/07 wurde der Verkauf und Import von Glühlampen verboten, und durch Energiesparlampen ersetzt.

#### Schweiz
In der Schweiz ist seit 2009 der Verkauf von Glühlampen verboten, die nicht mindestens der Energieeffizienzklasse E entsprechen.

#### Vereinigte Staaten von Amerika
In den USA wurde in dem im Jahre 2007 verabschiedeten Energy Independence and Security Act eine schrittweise Verschärfung der Vorschriften zur Energieeffizienz von Glühlampen zwischen 2012 und 2014 beschlossen. Abgesehen von den beschlossenen Ausnahmen, beispielsweise für farbige Glühlampen, werden durch dieses Gesetz herkömmliche Glühlampen verboten. Die letzte große Fabrik für herkömmliche Glühlampen in den USA wurde im September 2010 geschlossen.

#### Volksrepublik China
Im November 2011 wurde bekannt, dass auch in China Glühlampen mittelfristig verboten werden. Demnach sei ab Oktober 2012 der Verkauf von Glühlampen mit über 100 W verboten, bis 2016 werde die Leistung der erlaubten Glühlampen stufenweise abgesenkt, so dass ab Oktober 2016 nur noch Lampen mit unter 15 W Leistung erlaubt seien. Ersetzt werden sollen die Glühlampen durch LED-Technik. Damit sollen 48 TWh Energie pro Jahr eingespart werden.

### Kritik an Verboten
Die Glühlampenverbote stießen teilweise auf Kritik in Bevölkerung und Industrie. Unter anderem wurde bemängelt, dass Ersatz für Glühlampen wie LEDs oder Energiesparlampen teurer in der Anschaffung seien; die Lebenszykluskosten über den gesamten Nutzungszeitraum sind jedoch geringer. Bei Leuchtstofflampen kann es bei unsachgemäßer Entsorgung bzw. Bruch zudem zu Quecksilberemissionen kommen, während hingegen LEDs frei von Quecksilber sind.
Zudem eignen sich Glühlampenverbote nach Meinung mancher Kritiker nicht zur CO2-Einsparung, da nur der Emissionshandel letztlich den Kohlendioxidausstoß mit Kosten belege. Die durch das Glühlampenverbot eingesparten Energiemengen können daher anderweitig verkauft werden, ohne dass zusätzliche Emissionszertifikate erworben werden müssten. Alternativ können auch die nicht benötigten Zertifikate von den Energieerzeugern an andere Industrien verkauft werden. Die Wirkung eines Glühlampenverbotes auf den CO2-Ausstoß sei daher allenfalls mittelbar wirksam. Ein sinnvolleres Steuerinstrument zur Erreichung der umstrittenen Klimaziele sei daher die direkte Begrenzung der Emissionsmenge von Kohlendioxid.

## Zukunft

### Weiterentwicklung
Aktuell angewandte oder untersuchte Verfahren der Steigerung der Lichtausbeute der Glühlampe sind neben dem Halogenverfahren u. a. folgende:
- selektive Steigerung des Emissionsgrades des Glühfadens im sichtbaren Spektralbereich mittels photonischer Kristallstrukturen
- selektive Rückreflexion unerwünschter Spektralanteile auf den Glühfaden mittels photonischer Kristallstrukturen oder mit Interferenzspiegeln[80]
- Verwenden von Füllgasen hoher Atommasse, dadurch geringerer Wärmetransport und verringerte Abdampfrate des Wolframs

Praxistauglich sind bisher nur die Infrarot reflektierende Beschichtung des Glaskolbens und die Füllung mit Krypton oder Xenon.

### Alternativen zur Glühlampe

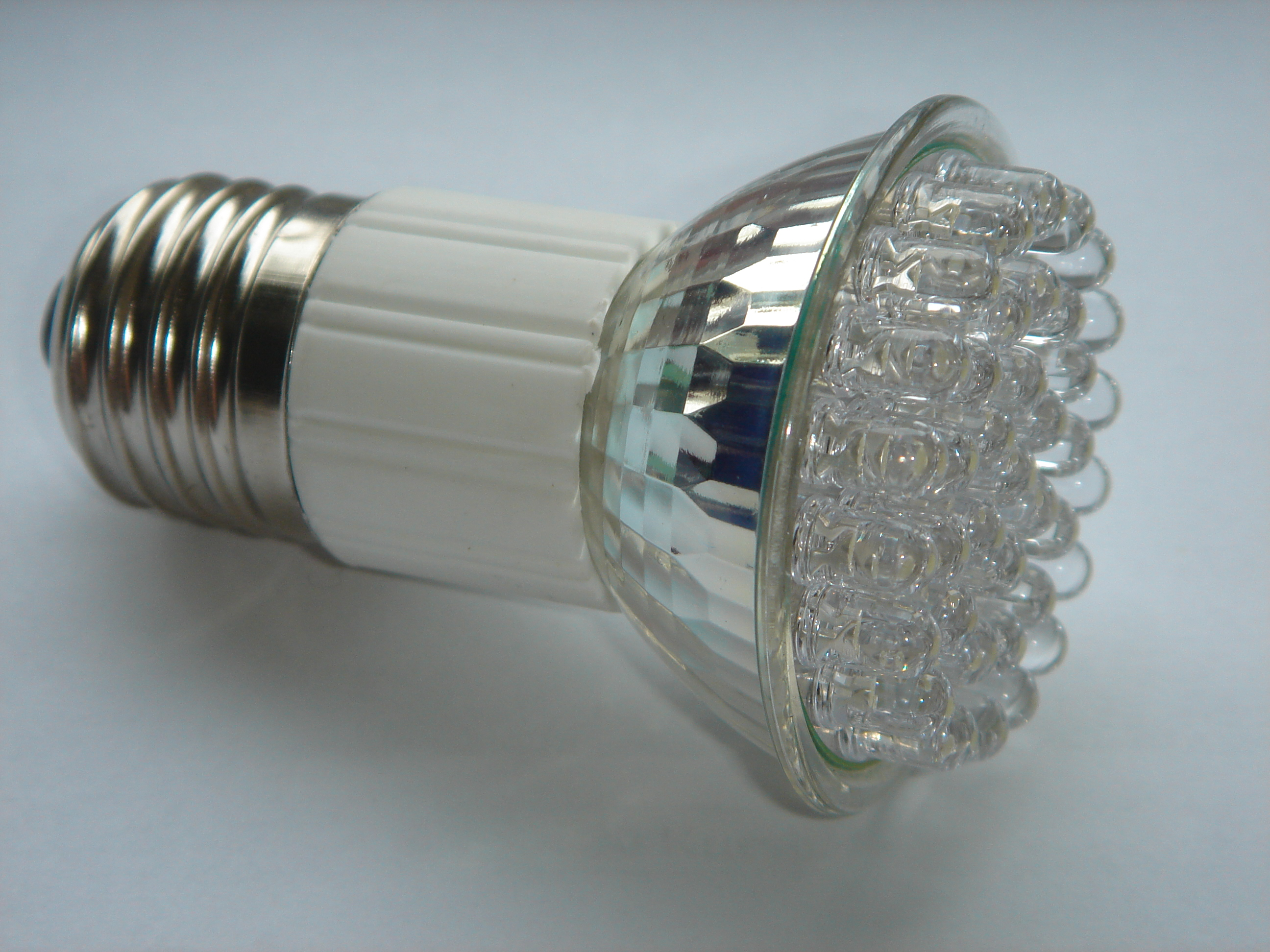
Leuchtdioden in einer E27-Fassung für 230 V

#### Elektrische Lichtquellen
Lichtquellen mit besseren Wirkungsgraden oder einer höheren Lichtausbeute sind zum Beispiel Gasentladungslampen (Leuchtstofflampen, Quecksilberdampflampen, Natriumdampflampen, Halogen-Metalldampflampen). Diese haben zwar ebenfalls häufig Edisonsockel, benötigen jedoch Vorschaltgeräte zum Betrieb und sind daher nicht direkt im Austausch gegen Glühlampen verwendbar.
Als direkter Ersatz für (Haushalts-)Glühlampen bieten sich Kompaktleuchtstofflampen mit im Sockel integriertem (elektronischem) Vorschaltgerät an. Sie werden im Handel als Energiesparlampen bezeichnet.
Für die meisten Anwendungsbereiche sind bereits Lichtquellen mit hoher Lichtausbeute auf Basis von Leuchtdioden (LED-Lampen) verfügbar. Sie bieten hohe Wartungsfreiheit, lange Lebensdauer und geringen Energieverbrauch. Weiße LED-Leuchtmittel weisen mit 61–140 lm/W eine um ein Vielfaches höhere Effizienz auf als Glühlampen mit ca. 10–22 lm/W.
Fahrradbeleuchtung hat bei Einsatz von LED statt Glühlampen den Vorteil höheren Lichtstromes bei gleicher elektrischer Leistung. Die Lebensdauer und die Zuverlässigkeit sind höher. Der Lichtstrom fällt bei geringerer Fahrgeschwindigkeit bei Stromversorgung aus einem Dynamo nicht so steil ab wie bei Glühlampen. Ähnliches gilt für batteriegespeiste Leuchten, auch für solche, die in Mobiltelefone integriert sind.

#### Nichtelektrische Lichtquellen
Nichtelektrische Lichtquellen sind nur dann eine Alternative zu Glühlampen, wenn kein Stromanschluss zur Verfügung steht. Lichtquellen von geringer Lebensdauer und Helligkeit, jedoch ohne externe Energiequelle sind die sogenannten Knicklichter, die auf Chemolumineszenz beruhen. Tritiumgaslichtquellen haben eine Lebensdauer von einigen Jahren und benötigen wie die Knicklichter ebenfalls keine externe Energiequelle. Sie werden hauptsächlich als Notfallbeleuchtung eingesetzt und beruhen wie Leuchtstofflampen auf Fluoreszenz, angeregt jedoch durch die Betastrahlung des radioaktiven Tritiums. Durch ihre geringe Lichtleistung eignen sie sich nur als Orientierungshilfen bei Dunkelheit; so z. B. in Uhrzeigern oder Pistolenvisieren.
Gaslaternen haben hauptsächlich historische Bedeutung, obzwar ihre Energieeffizienz mit Langlebensdauerglühlampen vergleichbar ist. Wie auch bei Camping-Gasleuchten wird das Verbrennen von Gas als Energiequelle genutzt, ein anderes Beispiel sind die mit Petroleum oder Petroleumdampf betriebenen Starklichtlampen. Diese erreichen durch einen Glühstrumpf gegenüber Petroleumlampen eine wesentlich höhere Leuchtkraft.

## Trivia

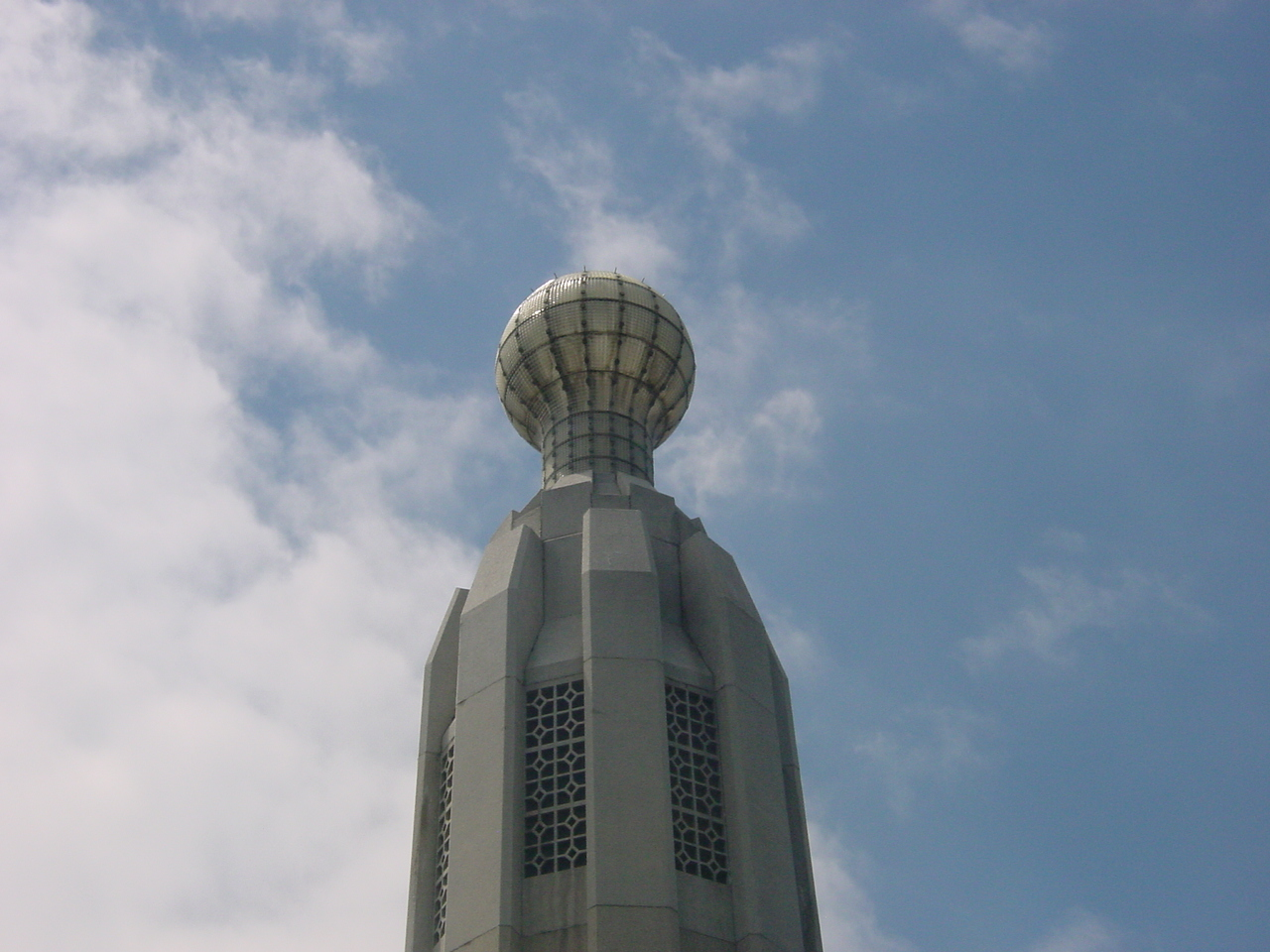
Der zirka 40 Meter hohe Edison Tower mit einer überdimensionierten stilisierten Glühlampe (zirka 4,5 Meter hoch) wurde 1937 zu Ehren von Thomas Alva Edison in Menlo Park, heute Edison (New Jersey), gebaut.
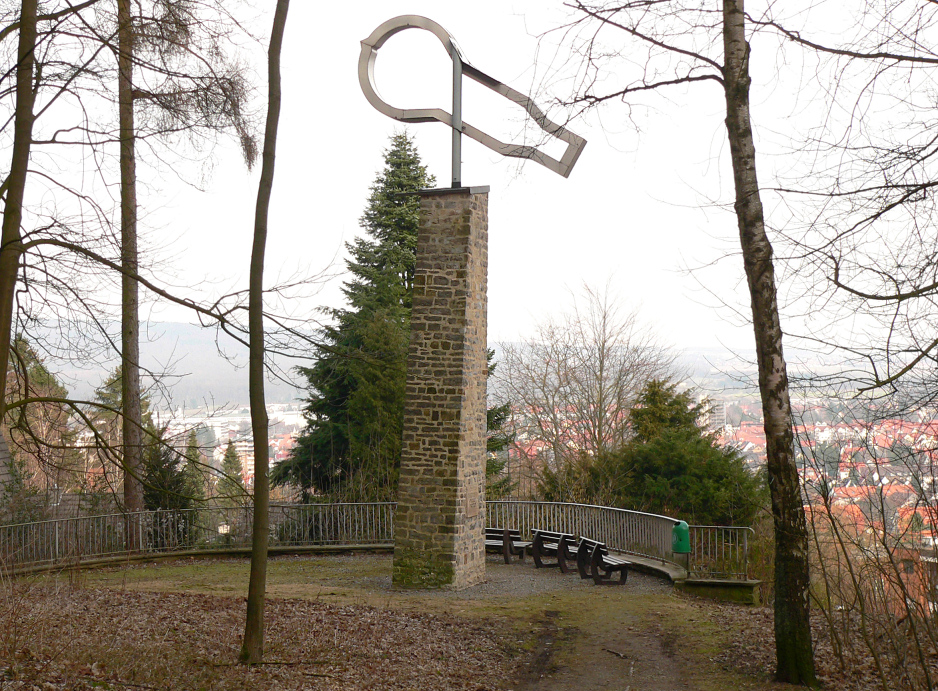
1954 errichteter Obelisk mit Glühlampensymbol auf der Göbel-Bastei am Ebersberg oberhalb von Springe zu Ehren von Heinrich Göbel, den man in Deutschland im 20. Jahrhundert für den Erfinder der Glühlampe hielt.

- Pablo Picasso gestaltete in seinem monumentalen Bild Guernica eine Glühlampe an Stelle der Sonne. Sie deutet vermutlich auf die von Flugzeugen abgeworfene Bomben, worauf auch das im Spanischen offensichtliche Wortspiel „la bombilla/la bomba“ (bombilla „Glühlampe“) hinweist.[83]
- Ingo Maurer schuf eine überdimensionierte Glühlampe aus Glas mit einer gewöhnlichen Glühlampe im Inneren mit Namen Bulb für das Museum of Modern Art in New York.[84]
- Joseph Beuys zeigt in seinem Multiple mit Namen Capri-Batterie eine gelbe Glühlampe und deren Stromversorgung durch eine Zitrone.[85]
- Lewis Latimer, ein Sohn amerikanischer Sklaven und später der einzige Afroamerikaner im engeren Mitarbeiterstab von Thomas Alva Edison, verfasste Lyrik und schrieb über die Glühlampe “Like the light of the sun, it beautifies all things on which it shines, and is no less welcome in the palace than in the humblest home.” (deutsch: „Wie das Licht der Sonne macht sie alle Dinge, auf die sie scheint, schöner, und ist in Palästen nicht weniger willkommen als im bescheidensten Haus.“)
- Günter Grass lässt in seinem Roman Die Blechtrommel die Hauptfigur Oskar Matzerath über dessen Geburt den Satz sagen „Ich erblickte das Licht dieser Welt in Gestalt zweier Sechzig-Watt-Glühlampen.“
- Pink Floyd: Cover und Poster zu Delicate Sound of Thunder
- Die Comicfigur Daniel Düsentrieb hat in seinem Helferlein, einem von ihm selbst geschaffenen Roboter in Gestalt einer Glühlampe mit Beinen, einen Partner für seine Erfindungen.
- Wolf Vostell klebte auf viele seiner Leinwände und Assemblagen Glühlampen. Er benutzte sie auch bei Happenings.[86]
- James Rosenquist malte den Bomber F-111 verteilt über vier riesige Teilbilder kombiniert mit anderen Sujets wie Spaghetti mit Tomatensoße, ein Haartrockner, Glühlampen und einen Atompilz. Das Gemälde ist etwa drei Meter hoch und 26 Meter breit.[87]
- Stefan Klein und Olaf Neumann gestalteten 2004 zum damals geglaubten 150. Jahrestag der Erfindung der Glühlampe eine Briefmarke im Auftrag des Bundesministeriums für Finanzen.[88]
- Zwischen 1909 und 1993 wurde in Deutschland auf Glühlampen die Leuchtmittelsteuer erhoben.